# Музей Бардо
Музей Бардо, Національний музей Бардо (араб. المتحف الوطني بباردو) — археологічний музей у місті Туніс. В Північній Африці за значенням музей посідає друге місце після Каїрського музею в Єгипті.

## Споруда
Сучасна споруда музею розташована на околиці столиці держави Туніс в районі Бардо. Це історична територія міста, де в XIII столітті вибудували палацову споруду для султанів династії Хафсидів. Пізніше споруду перебудували для резиденції бея Туніса. Споруда має риси туніської архітектури, а її інтер'єри — типовий приклад місцевої еклектики з різними впливами арабської архітектури Азії, Франції і Андалузії. Останні впливи обумовлені вимушеними еміграціями іспанських арабів, силоміць вигнаних з міст і селищ арабського півдня Іберійського півострова в XVI ст., що оселились в Тунісі.
В XIX столітті палац як подарунок перейшов у майно столиці і його пристосували для музею. Наказ про створення музею датований 7 листопада 1882 року. Музей відкрито для відвідин з 1888 року. Музей Бардо — перший подібного роду музей в країнах Північної Африки. Первісна назва музею — Музей Алауї, на честь тодішнього бея Туніса. 
Наприкінці XX століття Національний музей Бардо отримав кредит в 30 000 000 динарів від Міжнародного банку реконструкції і розвитку.
З 1997 році розпочато відновлення споруд колишнього палацу бея і створення нових приміщень закладу з відповідними музейними вимогами, загальна площа яких становить 8.000 м².

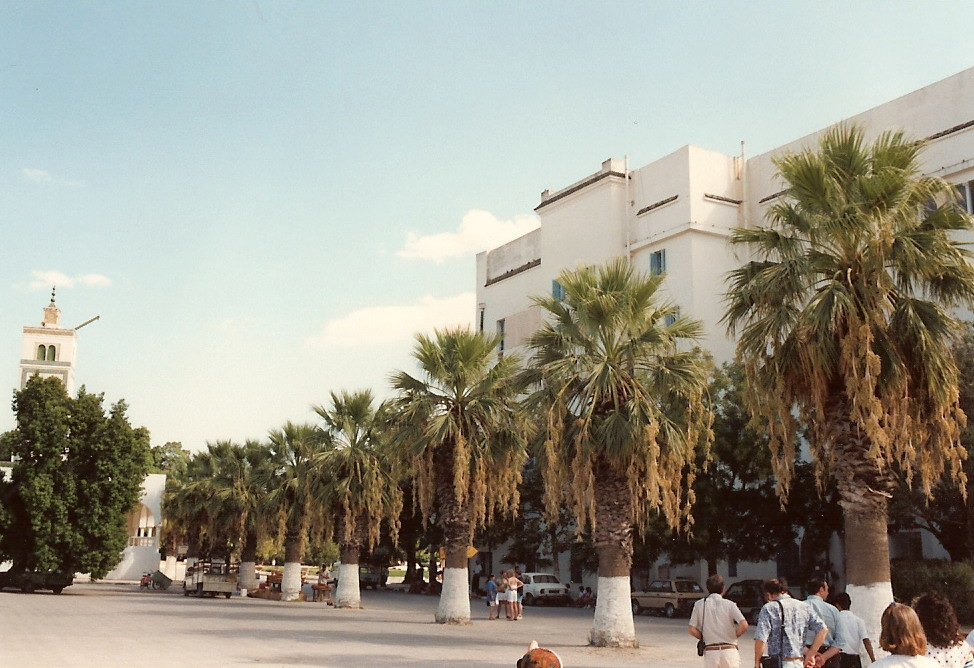
Музей Бардо з дороги
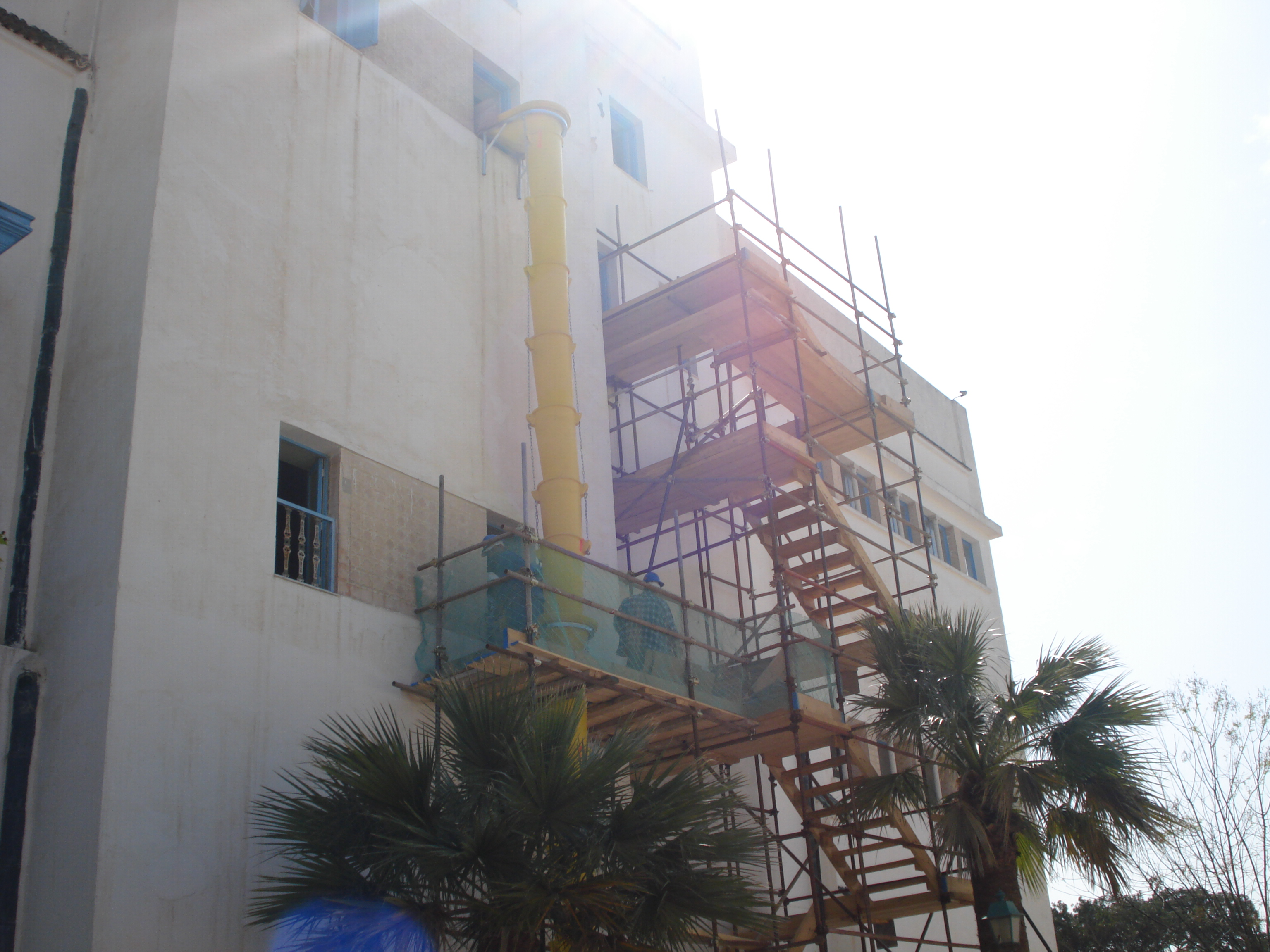
Новий корпус
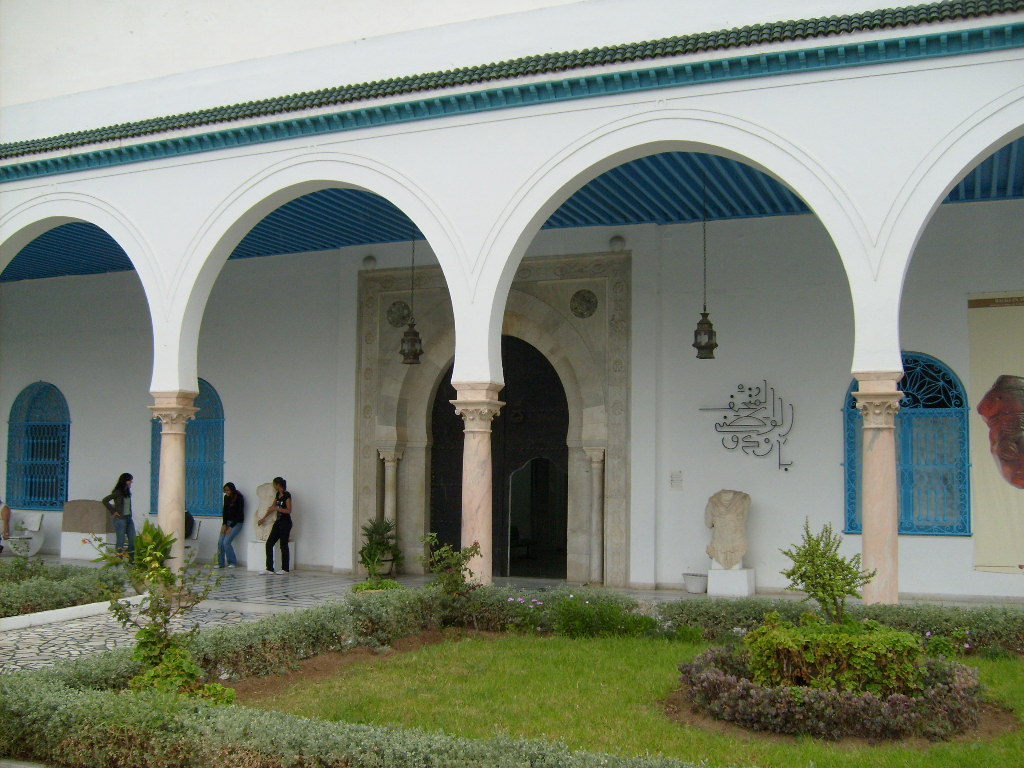
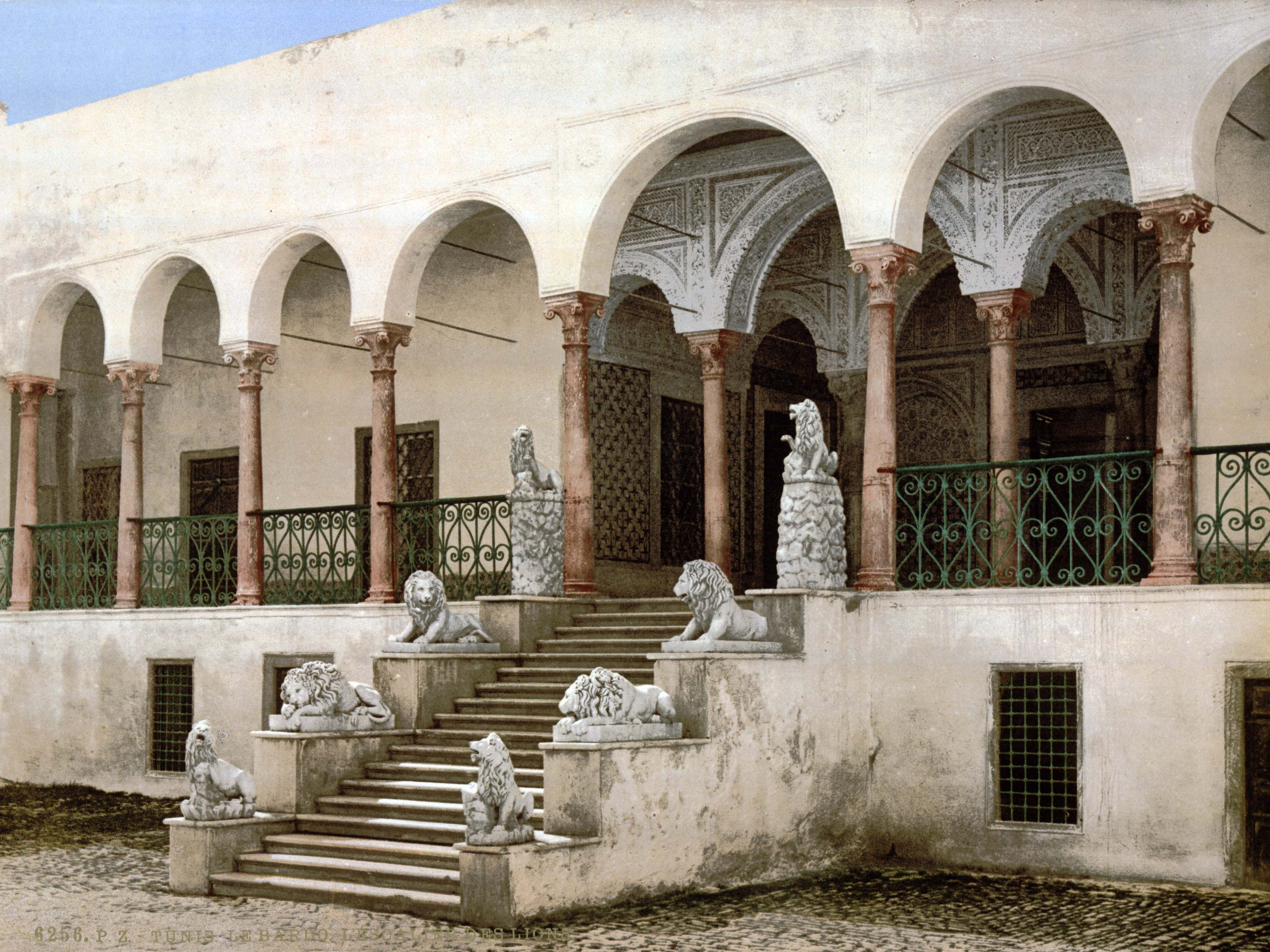
Левині сходи

## Формування збірки

Музейні експозиції, споруди музею в розрізі

На формування колекцій музею помітно вплинули надзвичайно багаті археологічні знахідки на узбережжі Середземного моря, заселеного і колонізованого послідовно фінікійцями, римлянами, варварами-аріанами, арабами. В XX столітті до артефактів, вивезених з стародавніх міст Карфагена, Утіка, Дуга, Хадруметум додалися колекції ранньохристиянського і мусульманського мистецтва, а також скарби мистецтва, знайдені підводними археологами.
В музеї зібрані залишки матеріальної культури фінікійців, майстрів Стародавньої Греції, Стародавнього Риму, християнства середньовічного періоду, твори мусульманських майстрів. Кількість тільки залишків давньоримських мозаїк (знайдених в розкопках в XX столітті) в музеї Бардо перевищувала їх кількість в музеях Італії і Помпеях, а їх сюжети — по-над конкуренцією. Музейні колекції Бардо поступилися своїм першим містом лише в XXI столітті після відкриття Музею мозаїк Зеугми, випадково знайдених на півдні сучасної Туреччини, котрі почали викрадати чорні археологи і переправляти за кордони. 
У музеї Бардо зібрані також:
- давньогрецькі бронзові скульптури
- давньоримські погруддя римських імператорів
- давньоримська скульптура
- деталі архітектурних споруд (колони, капітелі, стели)
- макети архітектурних споруд
- макети історичних човнів
- кераміка греків, римлян,майстрів арабських країн
- історичні ювелірні вироби
- епіграфічна колекція різних історичних періодів
- етнографічні колекції Туніса
- невеликі колекції меблів тощо.

Палацові зали (часто затишні і невеликі) первісно не призначалися для музею, тому фрагменти мозаїк фіксовані на стенди і розвішані на стінах. Еклектичний, незвичний характер мають і зали, прикрашені кольоровими кахлями, на тлі яких експоновані портрети римських імператорів.

## Вибрані колекції і твори

### Мусульманські збірки

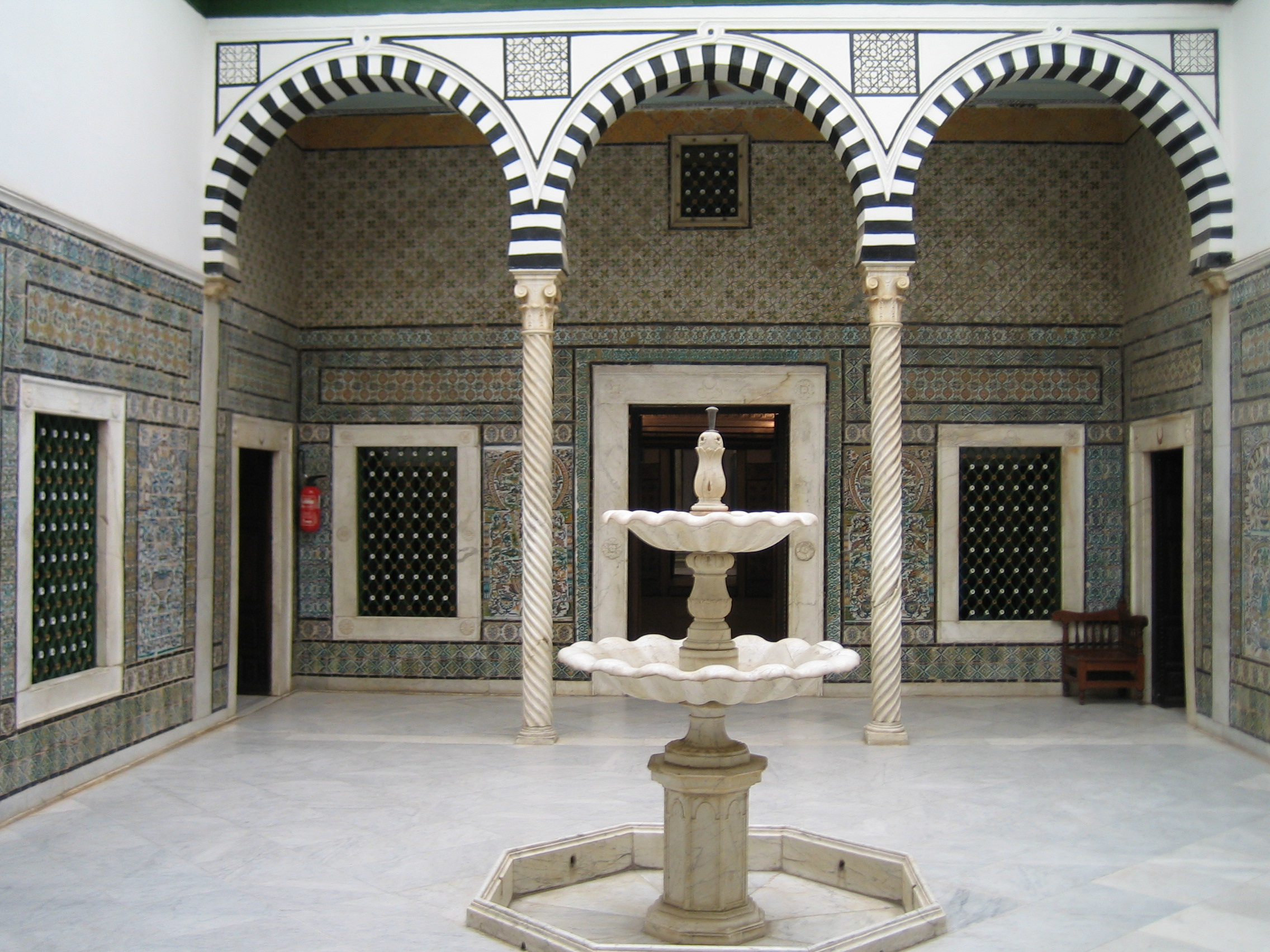
Малий палац, внутрішній дворик з фонтаном

Збірки мусульманського мистецтва розташовані в так званому Малому палаці, збудованому в 1831–1832. Він зберігає елементи арабської архітектури з невеличкими залами, прикрашеними дерев'яними різьбленими стелями. Внутрішній дворик палацу прикрашають кольорові кахлі і фонтан.

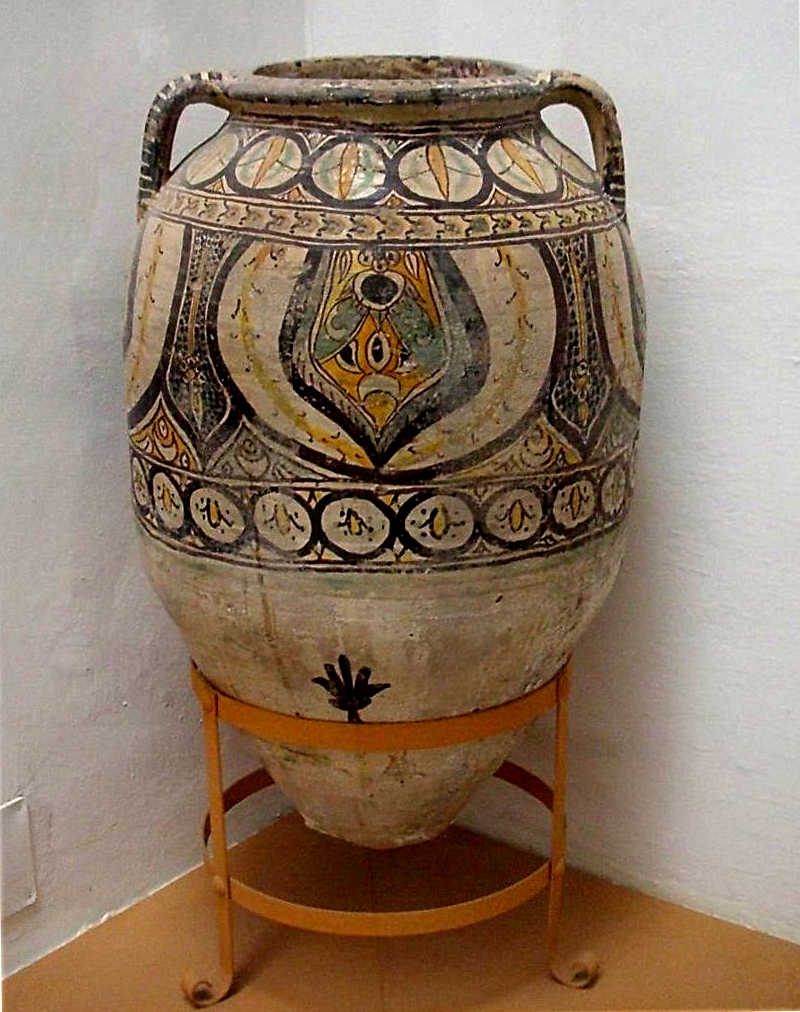
Глек з традиційним геометричним декором
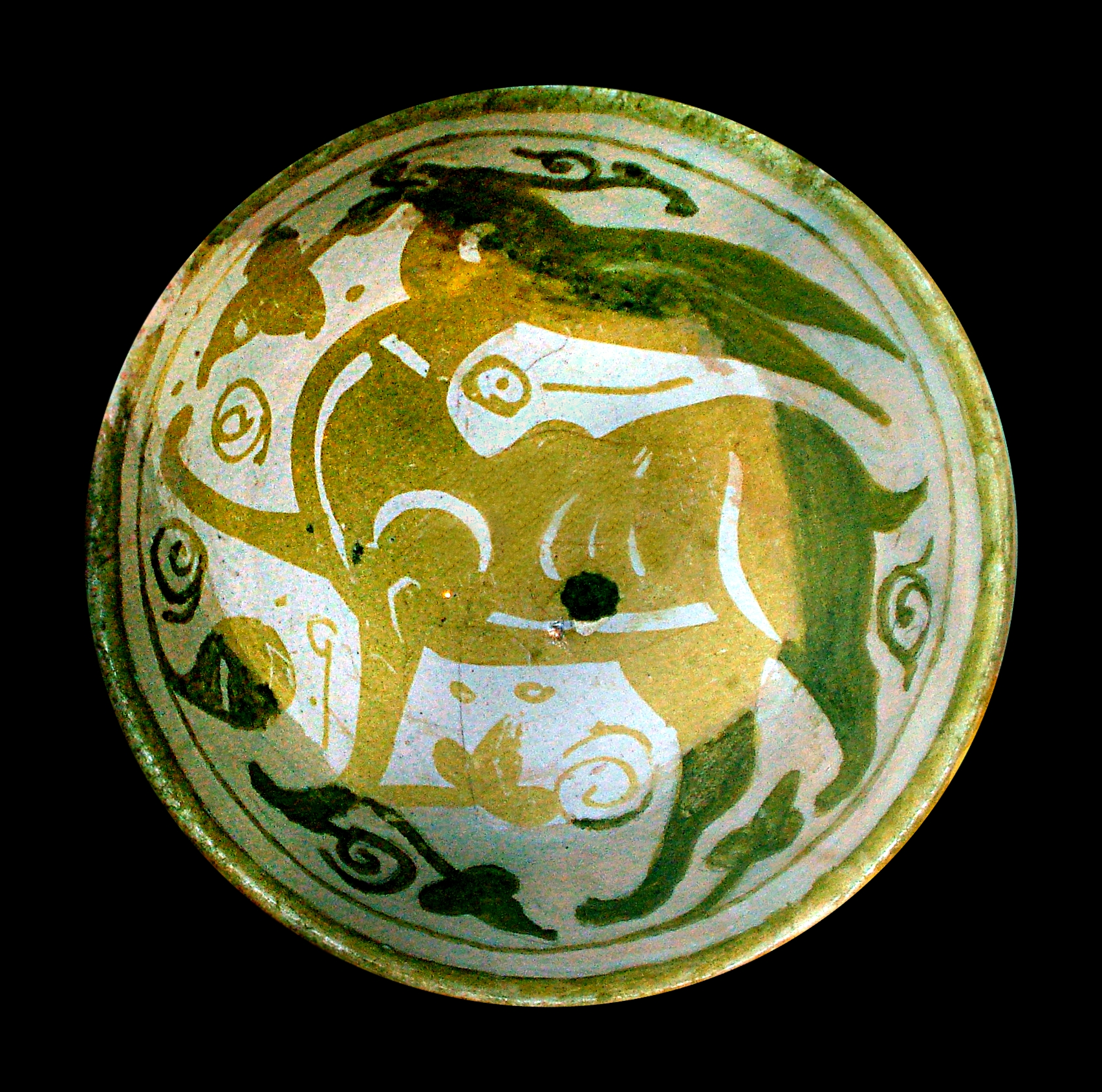
Кераміка фатімідів з зображенням тварини
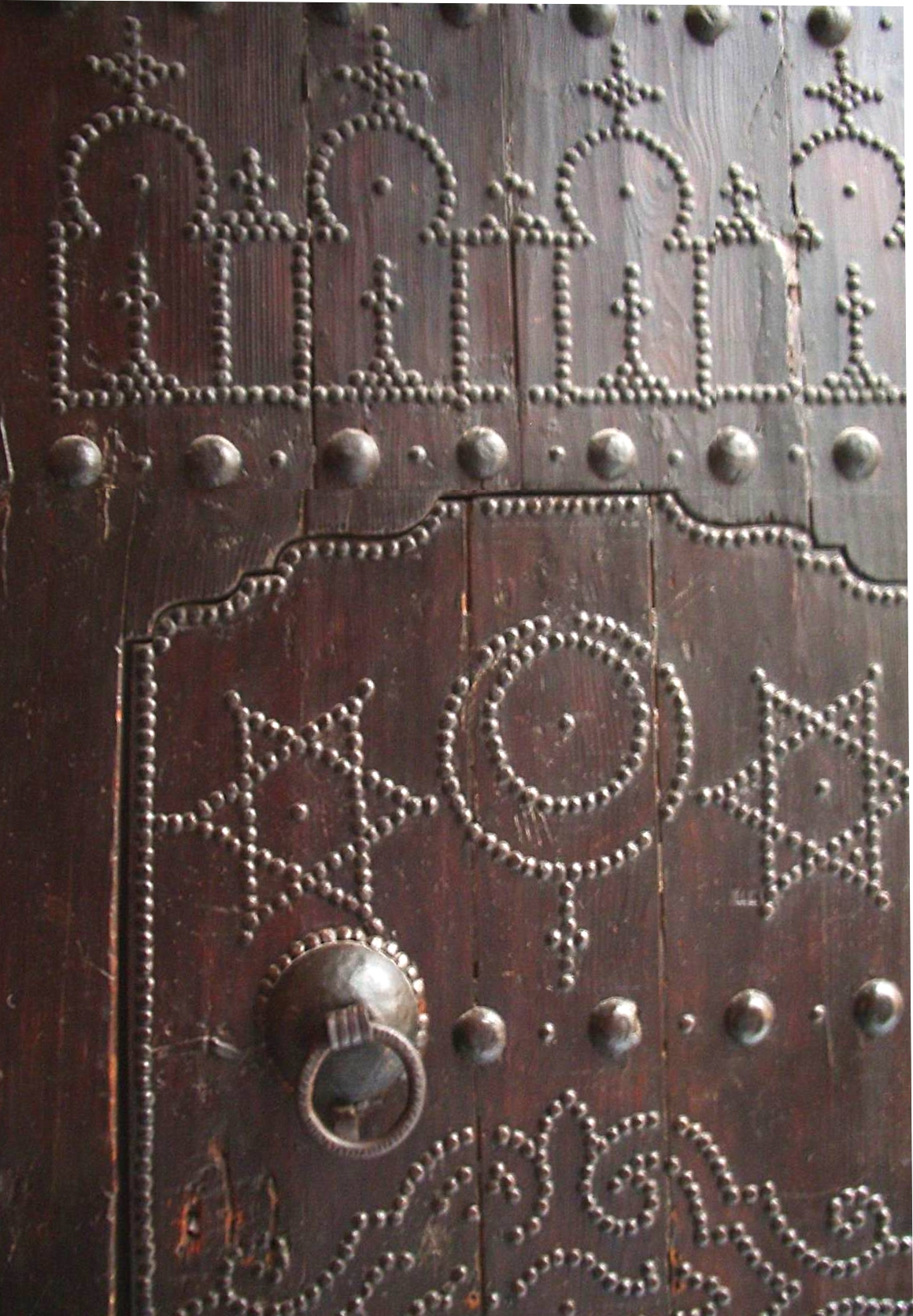
Портал, декор дерев'яних дверей
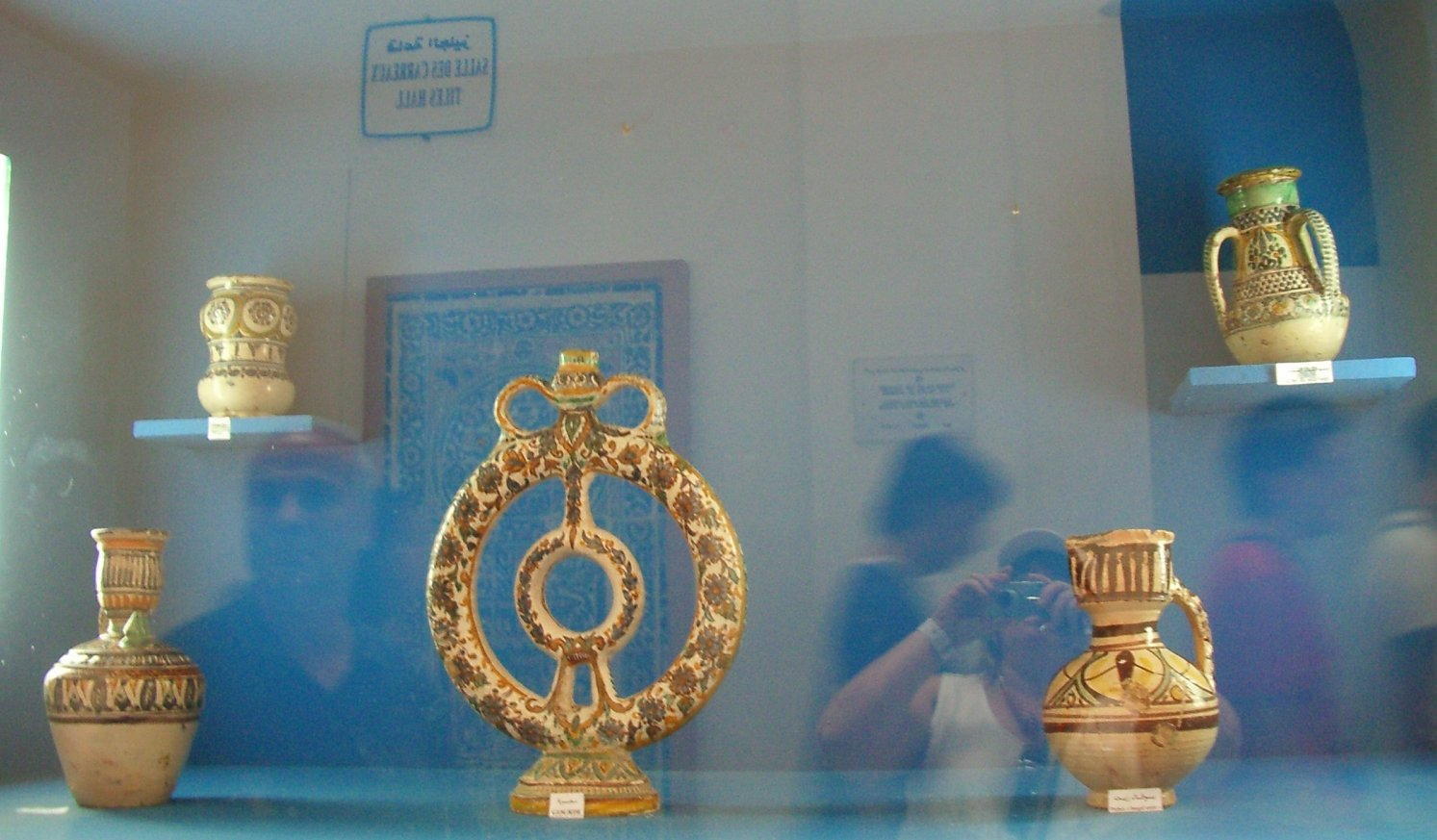
Народна кераміка

### Зразки епіграфіки

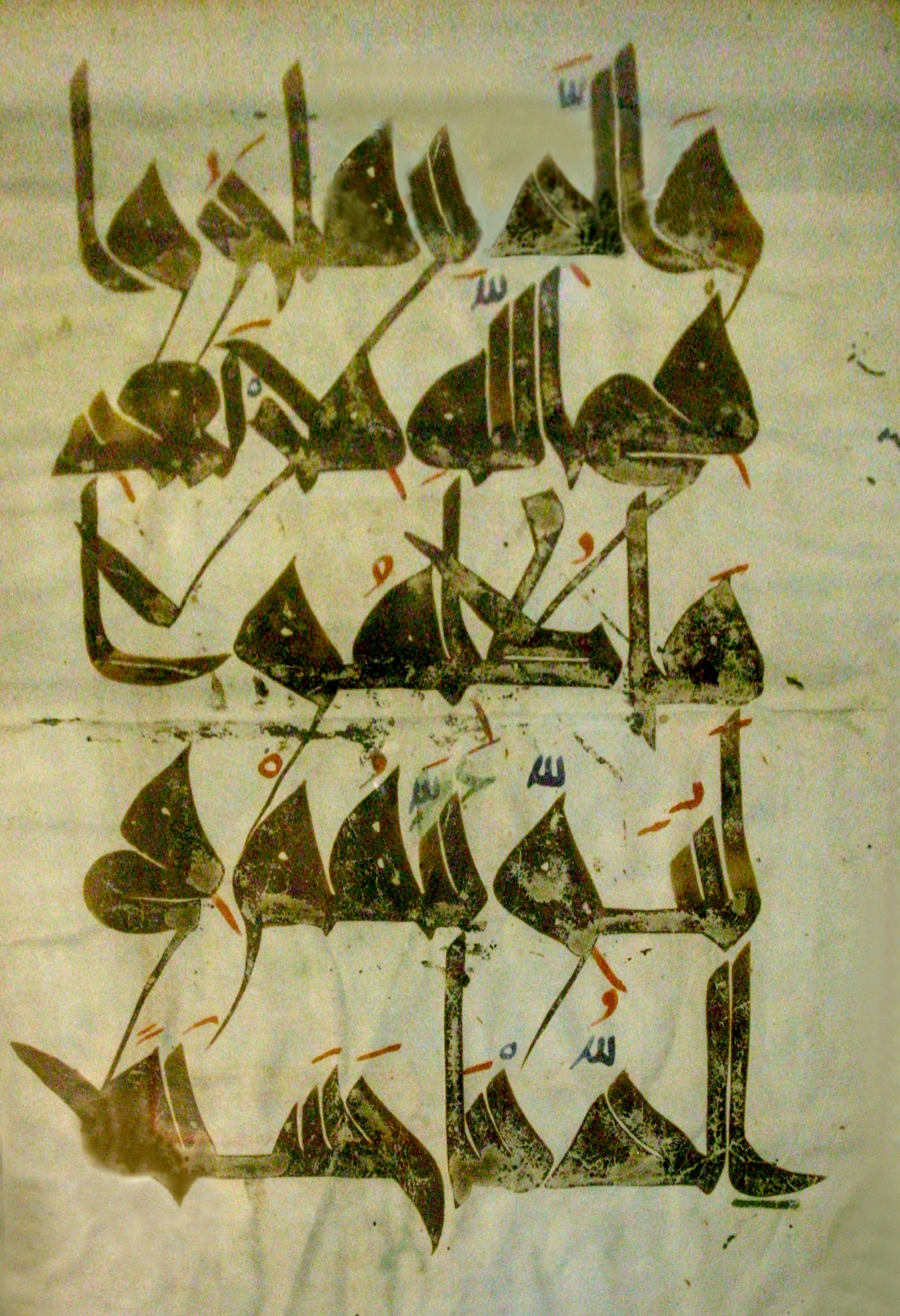
Куфічний каліграфічний напис Корану.
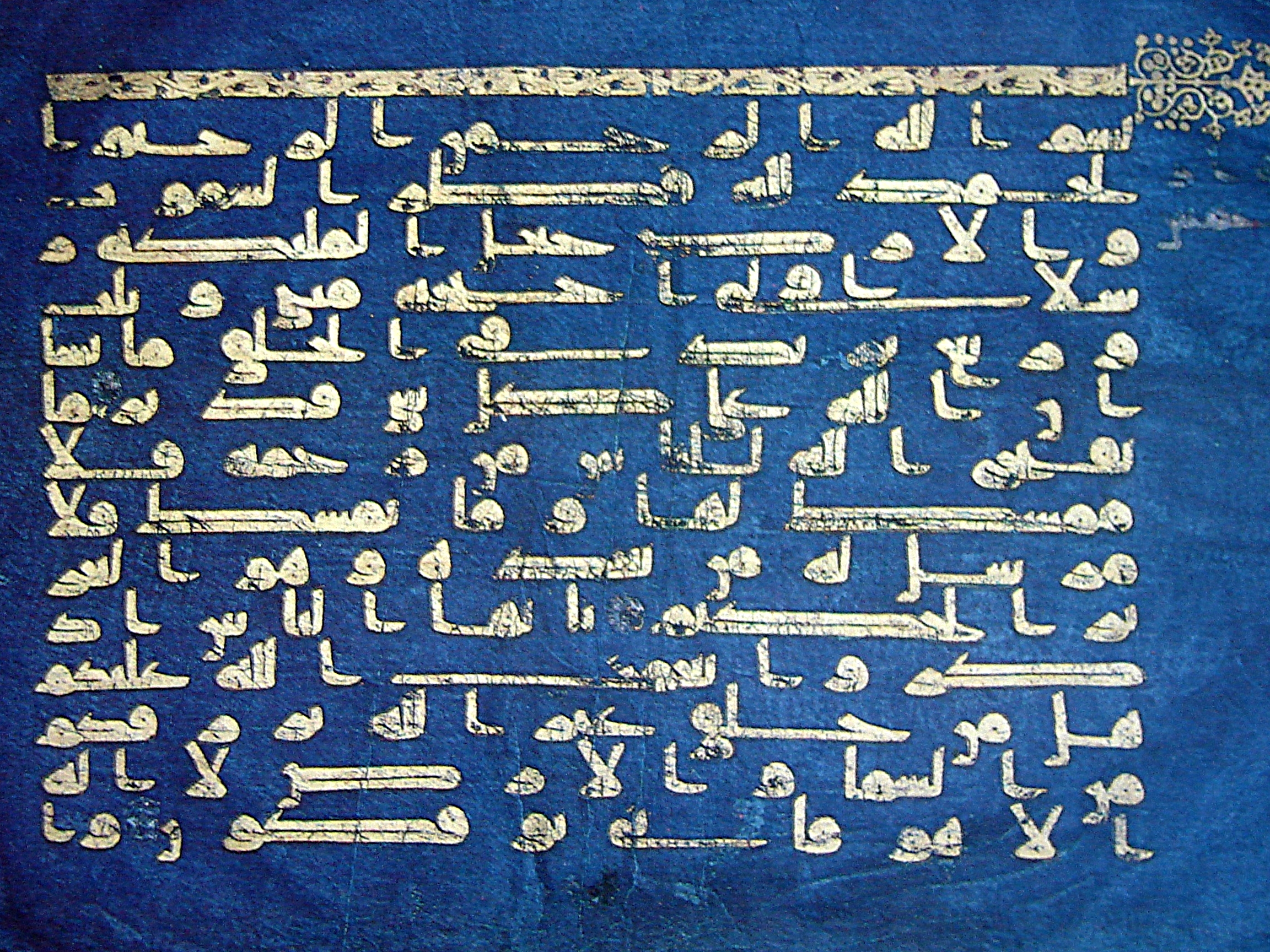
Синій Коран з Кайруана, 10-11 ст.
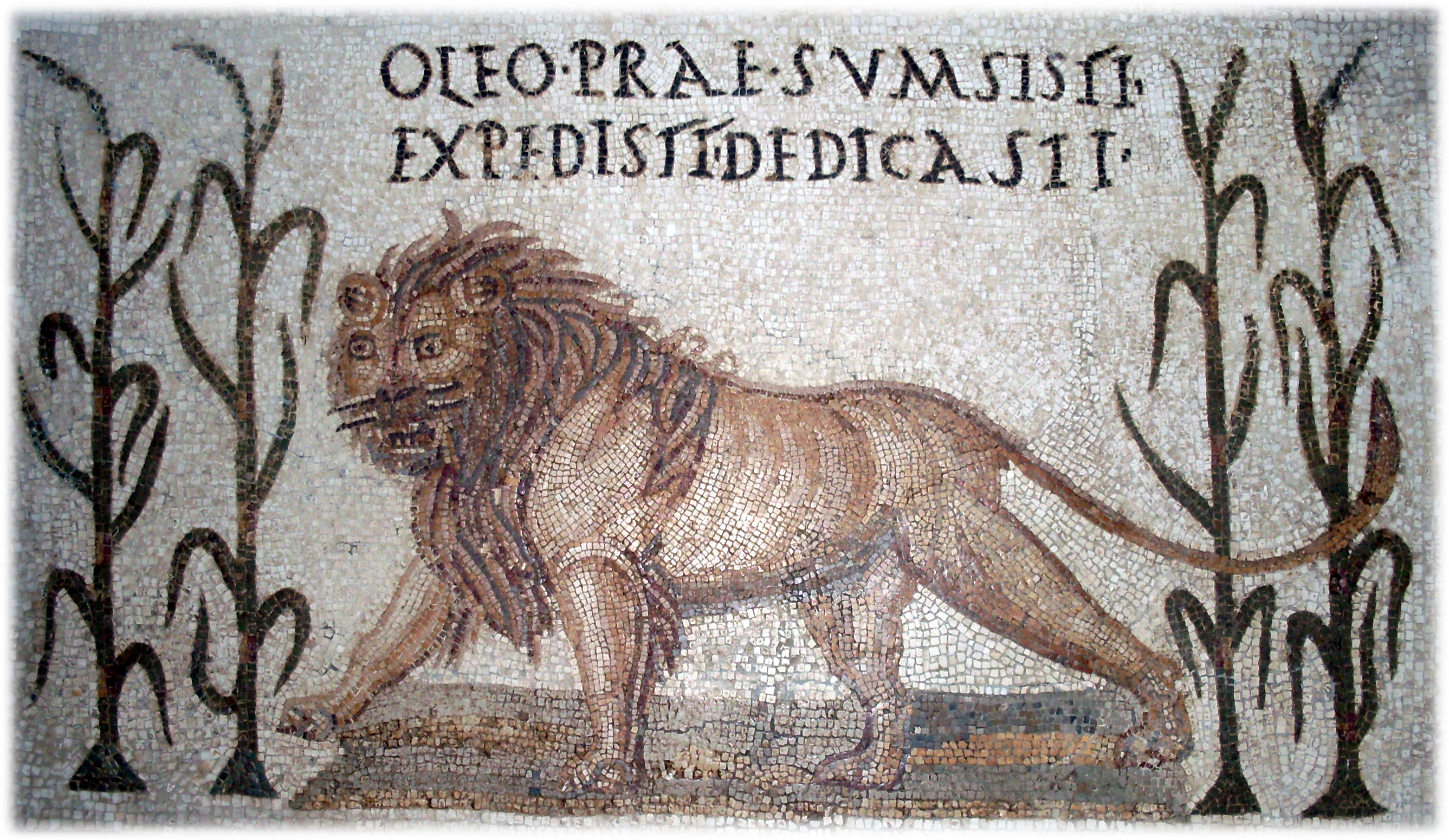
Мозаїка з написом і левом
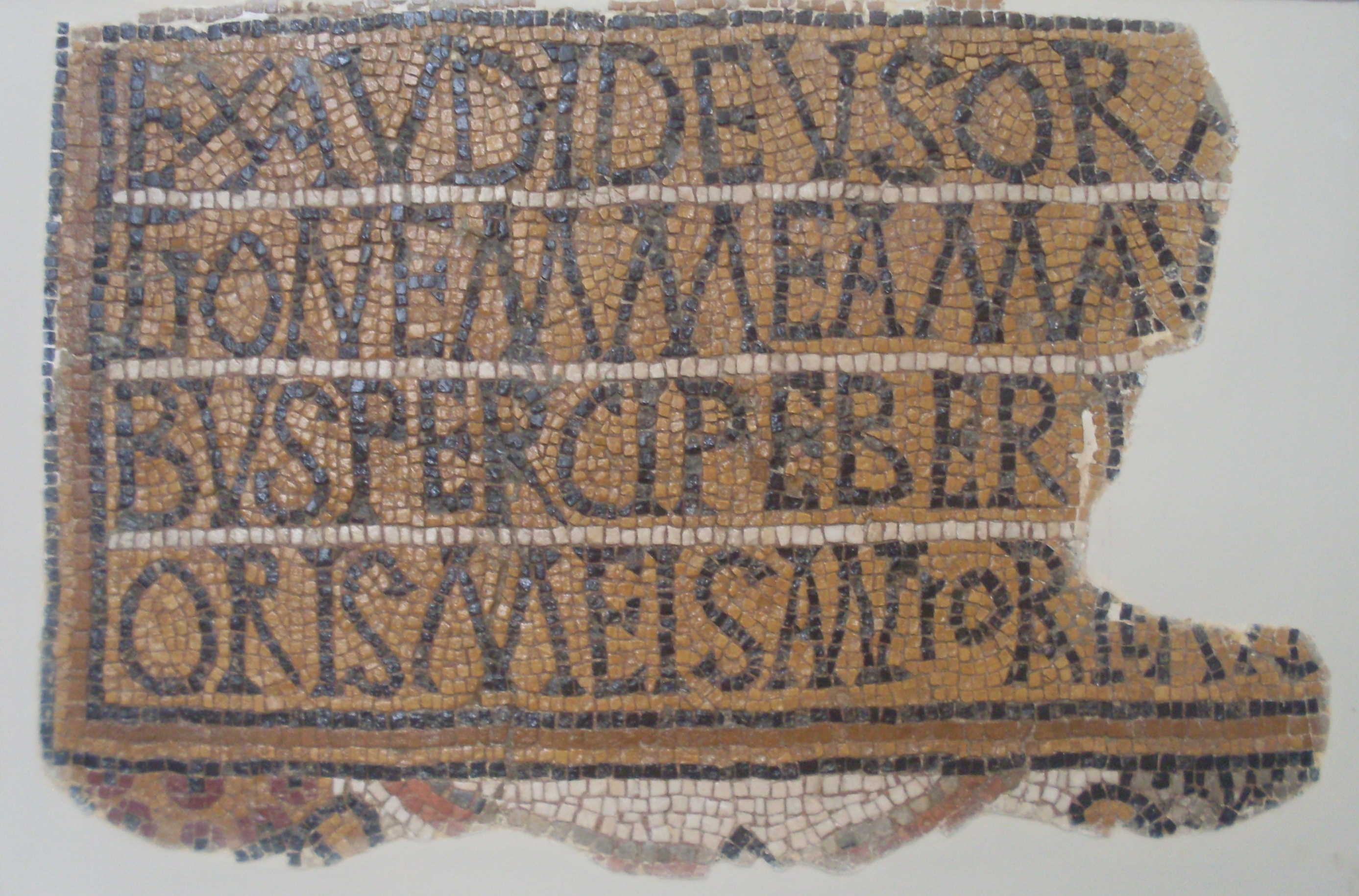
Залишок мозаїки з написом

### Артефакти з Махдії

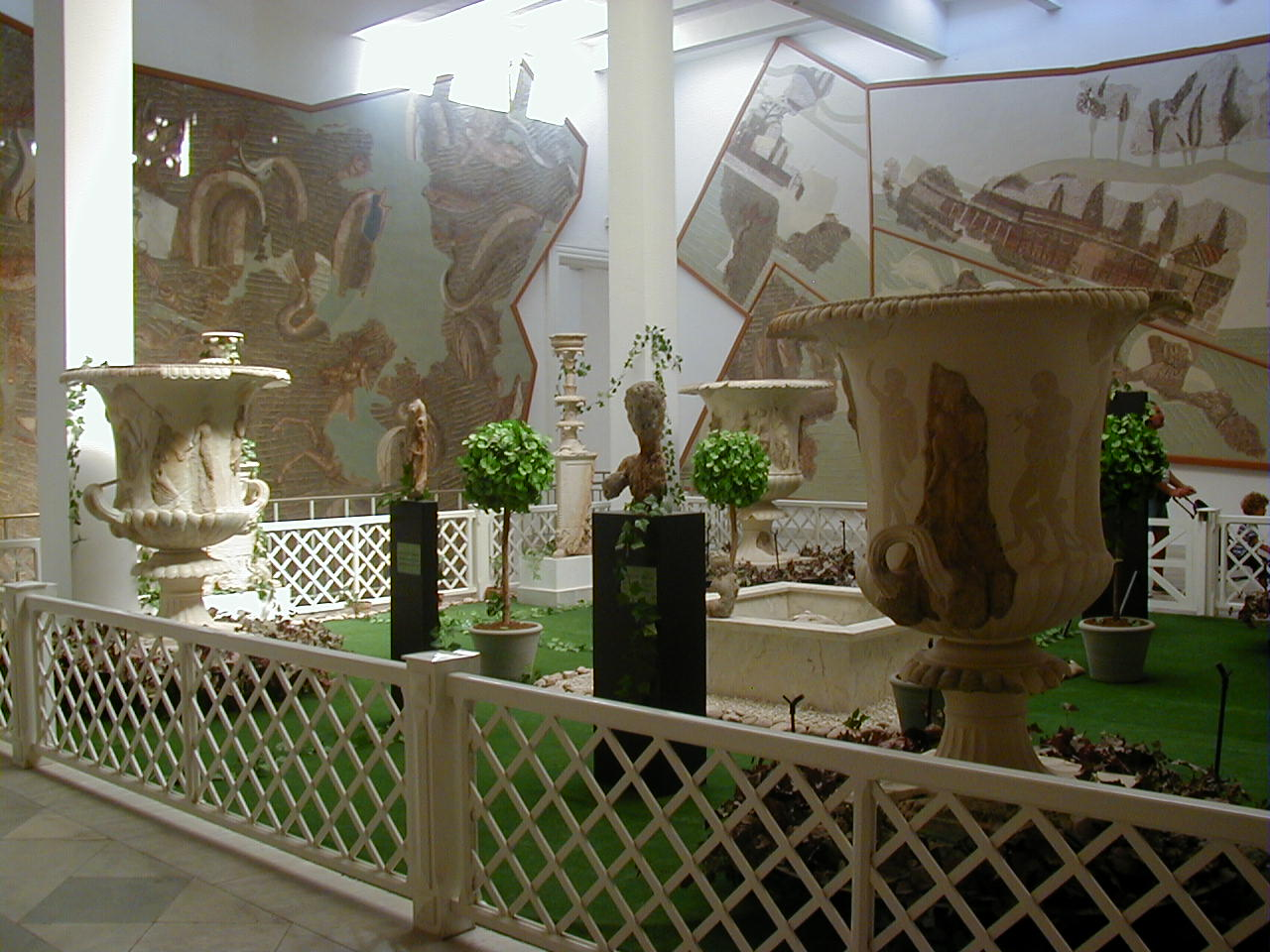
Реконструкція садочка з артефактами з Махдії

На морському дні поблизу міста Махдія 1907 року був знайдений стародавній потонулий човен з вантажем. Дослідження знахідки проводили під керівництвом тодішнього директора музею Бардо — французького археолога Альфреда Мерліна, що дозволило в період 1907–1913 рр. підняти і зберегти для музею більшість знахідок. До цього Музей Бардо мав невелику кількість артефактів, пов'язаних з мистецтвом Стародавньої Греції. Знахідки поблизу міста Махдія перевели мистецькі збірки туніського закладу в розряд надзвичайних. Бо з потонулого човна підняли унікальні вироби давньогрецьких майстрів. За припущеннями, вантаж судна — награбоване майно з Стародавньої Греції, яке намагався вивезти в свої володіння Луций Корнелій Сулла після його звільнення з Афін в 86 році до н. е. Човен ішов морем з Пирея до Італії і потонув біля берегів Африки в шторм. Серед вантажів човна — бруски свинцю, кітви, залишки дерев'яних і металевих меблів, садові прикраси для перістиля, мармурові колони і залишки катапульти, мармурові і бронзові скульптури сатира, танцюючих карликів, фігурка Ероса і скульптури, помічені іменем грецького скульптора Боетоса. Мистецька і наукова вартість знахідок з Махдії ненабагато поступалася знахідкам з Антикітери в Греції.
Так, садові артефакти, підняті з галери, надали можливість музейному закладу створити реконструкцію садочка в перістилі на зразок садів в Помпеях.

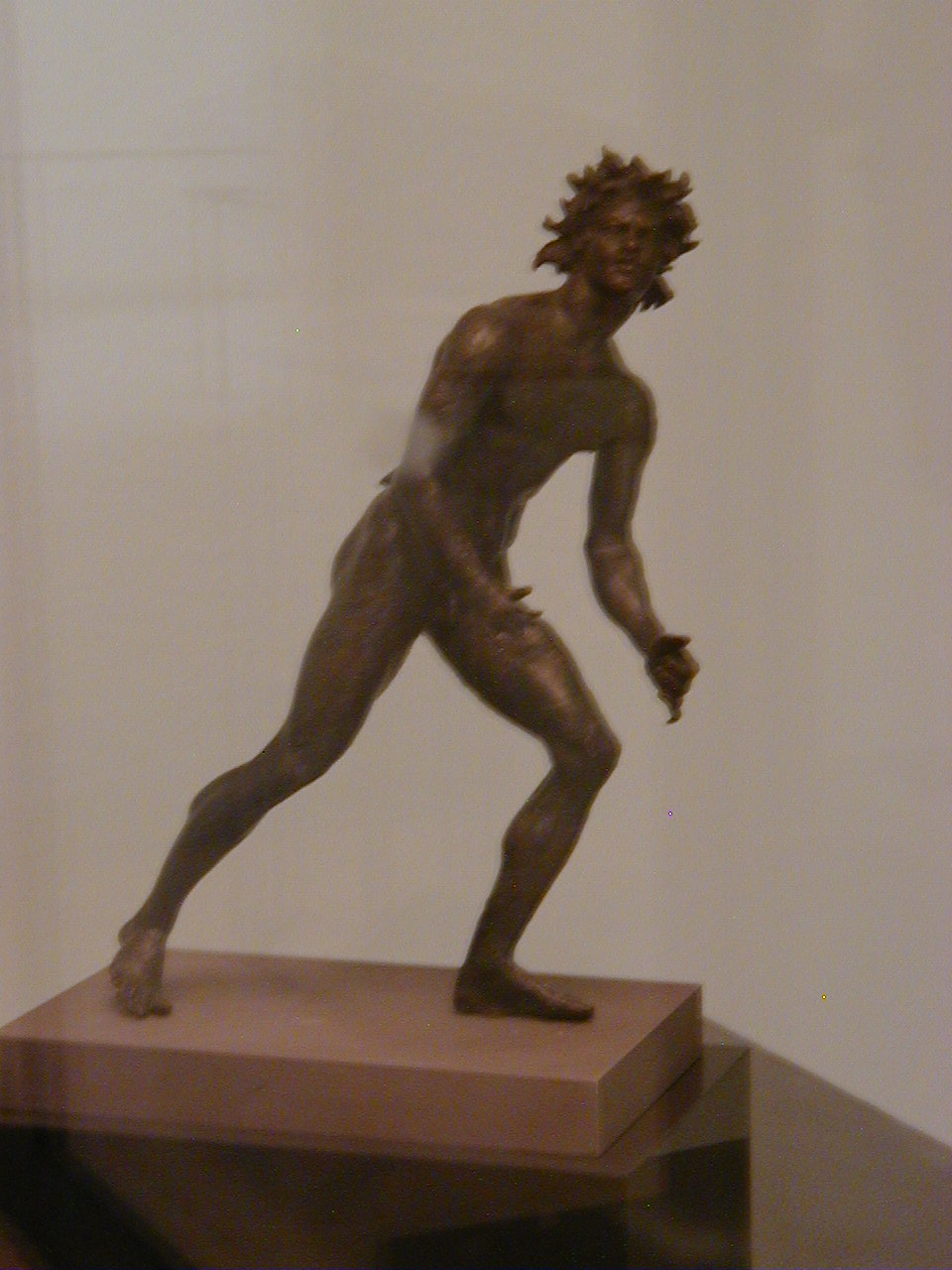
Сатир з Махдії
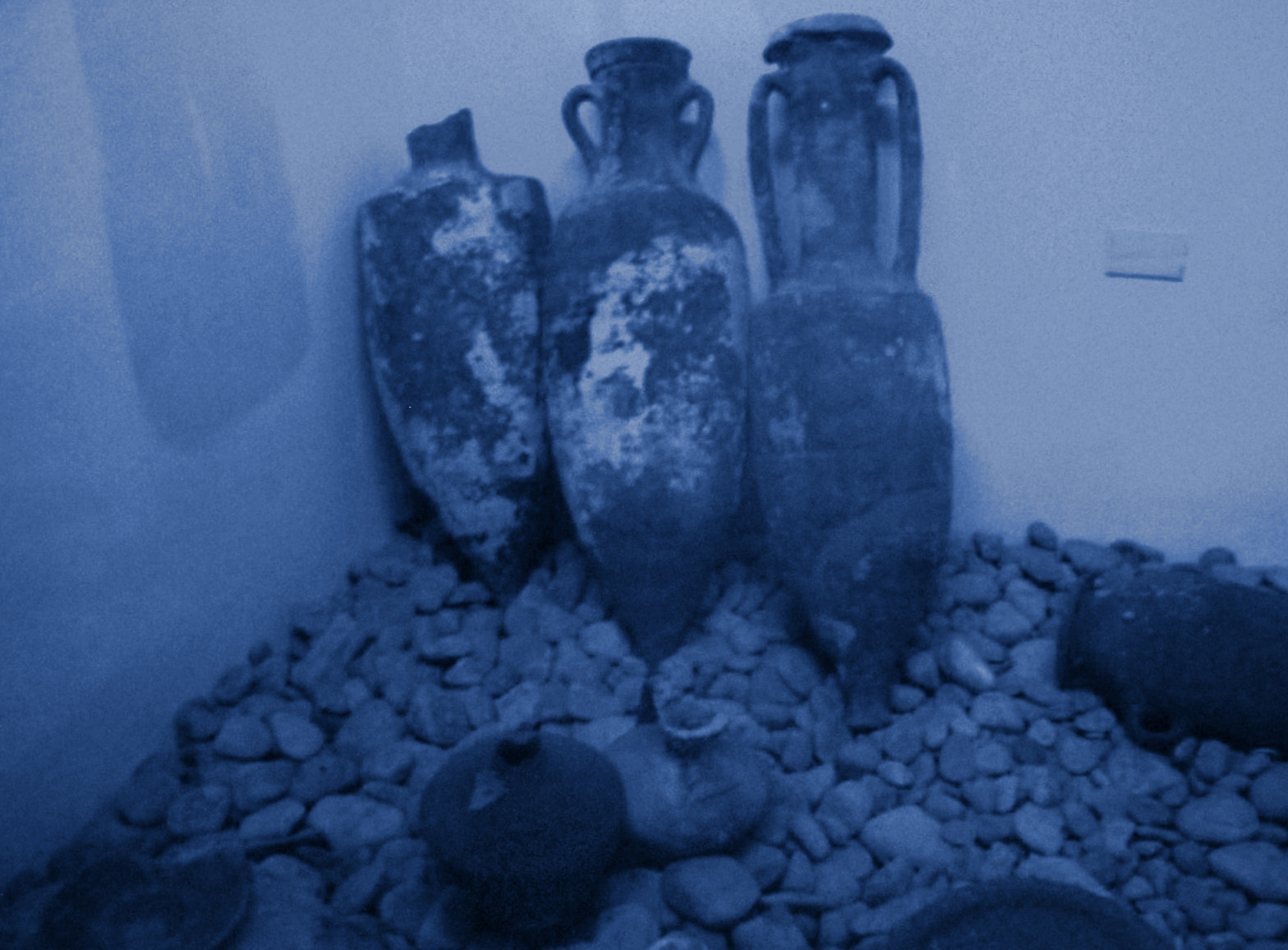
Амфори з галери, потонулої біля Махдії
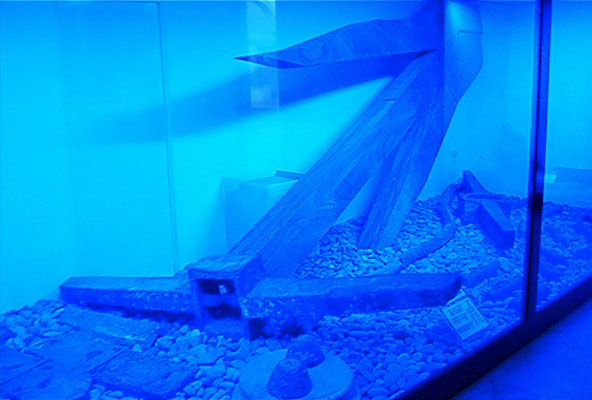
Давньоримська кітва
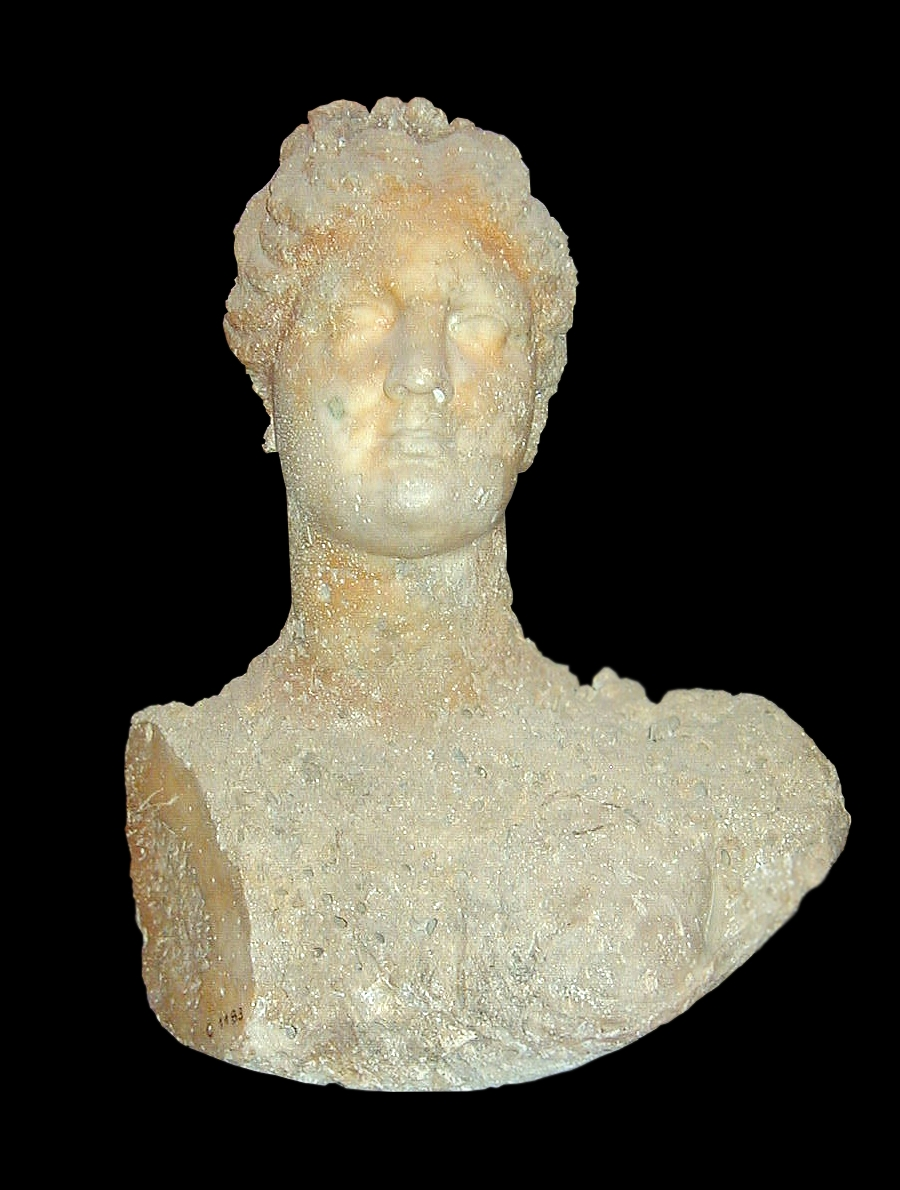
Погруддя Венери з Махдії
Римські мозаїки на стінах і реконструкція садочка в перістилі
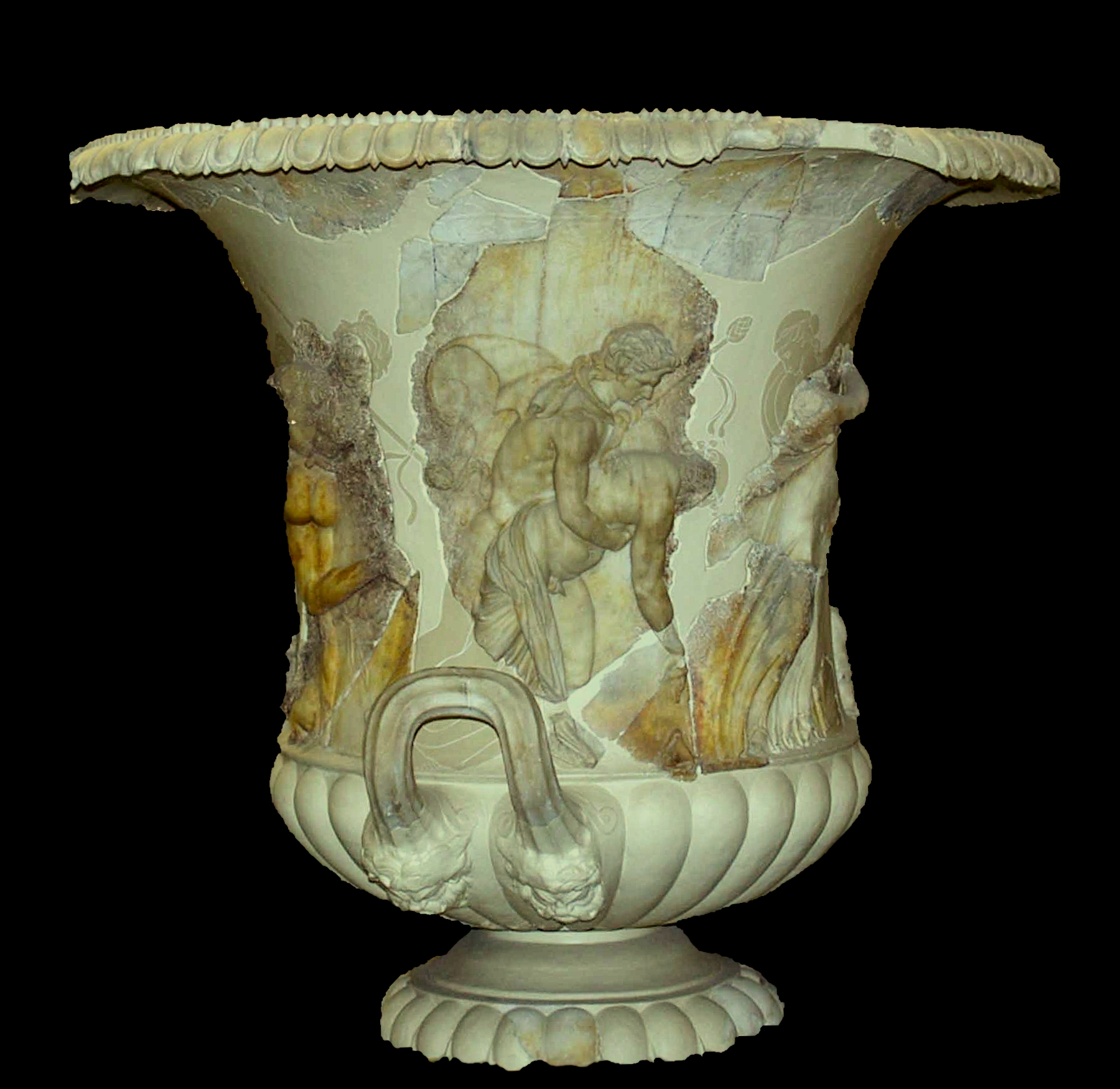
Мармуровий кратер з Махдії
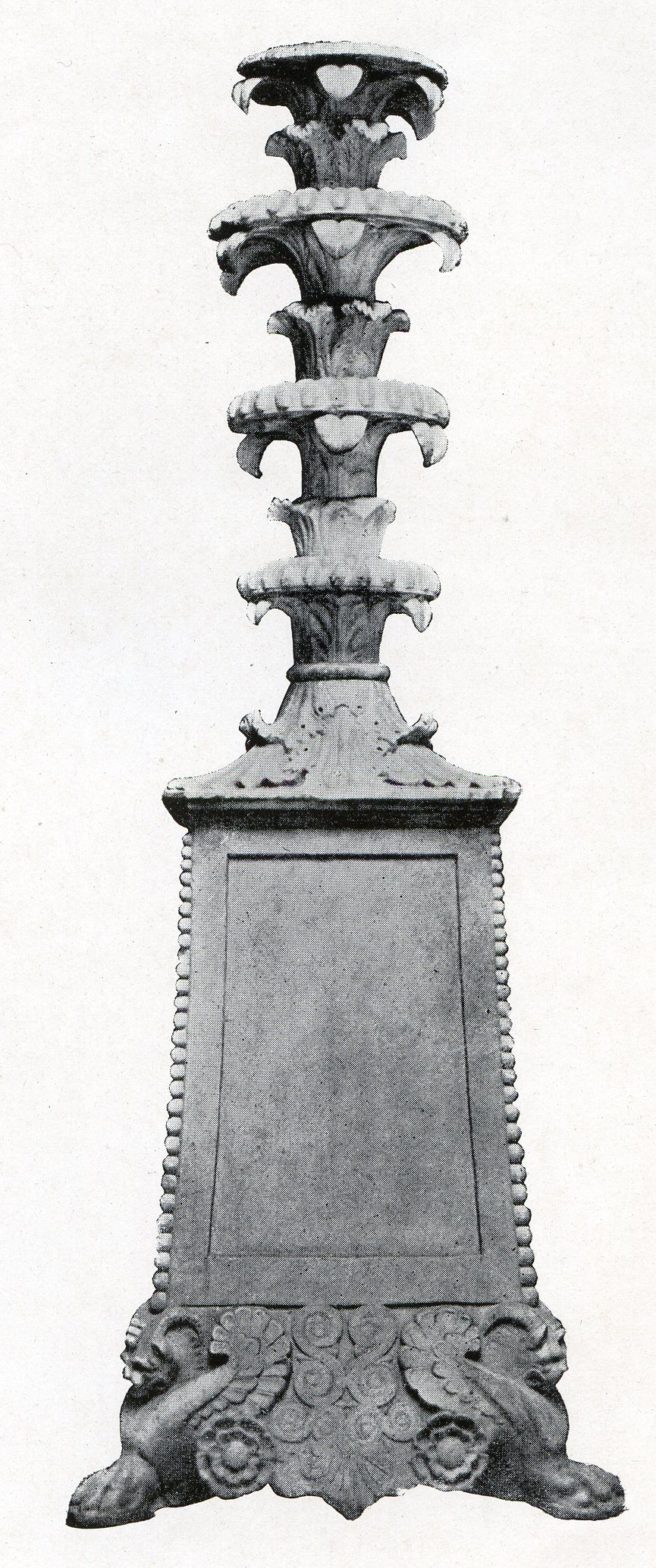
Канделябр з Махдії
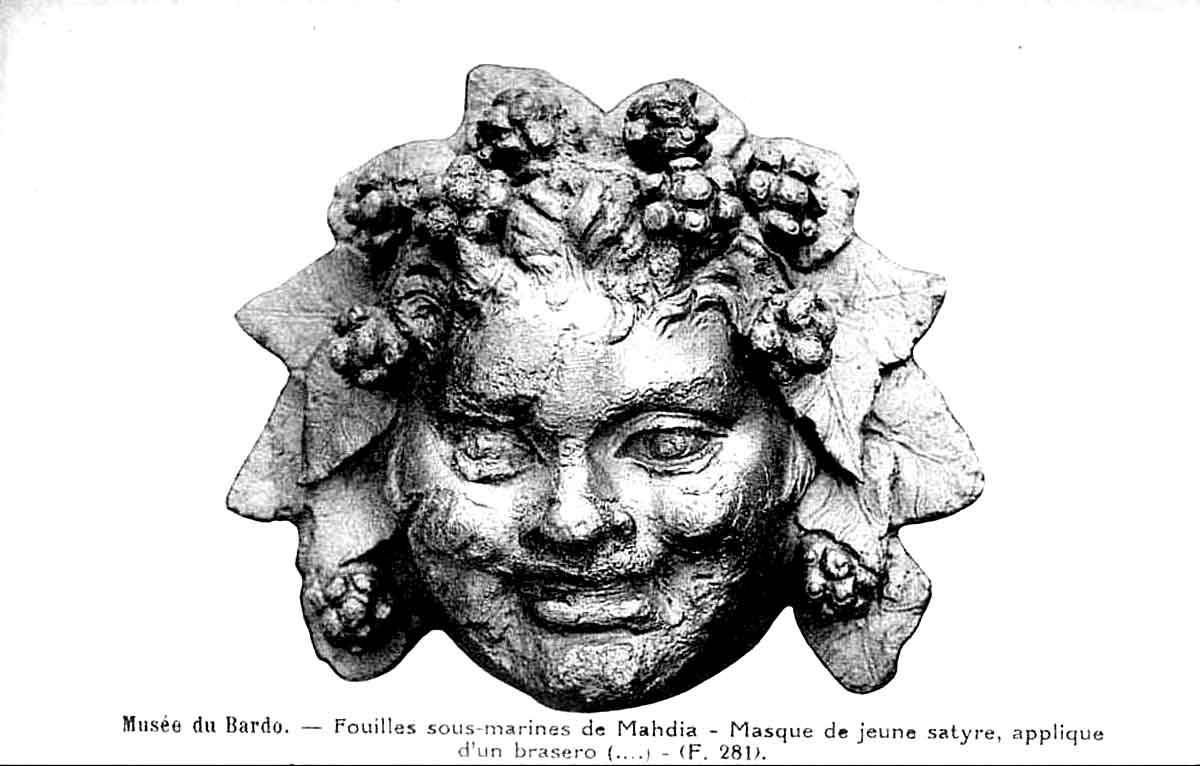
Бронзова голівка сатира з Махдії
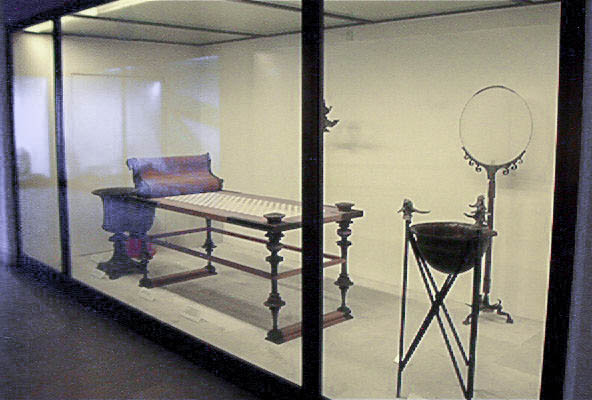
Римські меблі (реконструкція залишків з Махдії)

### Портрети римських імператорів

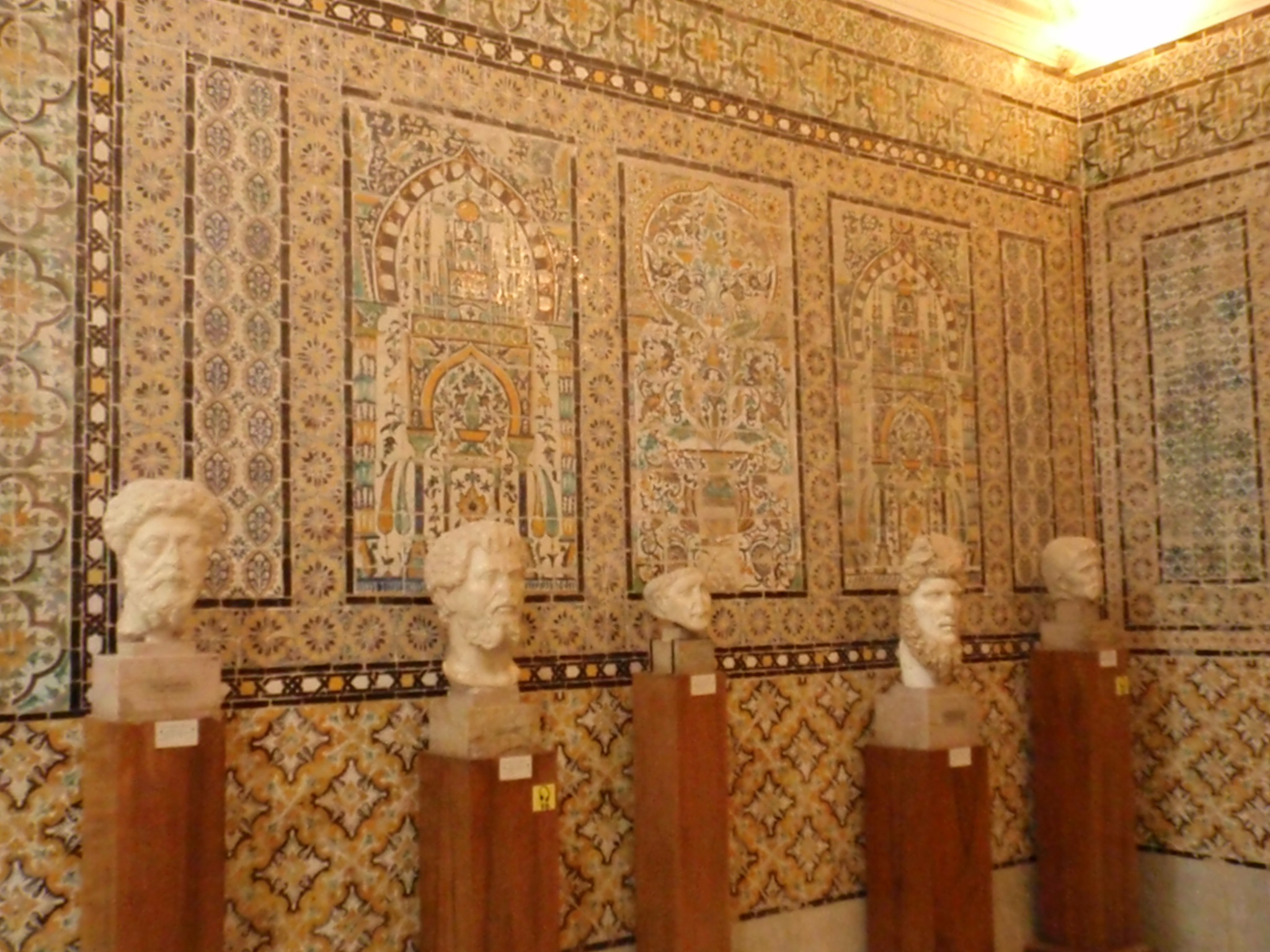
Зала з римськими портретними погруддями
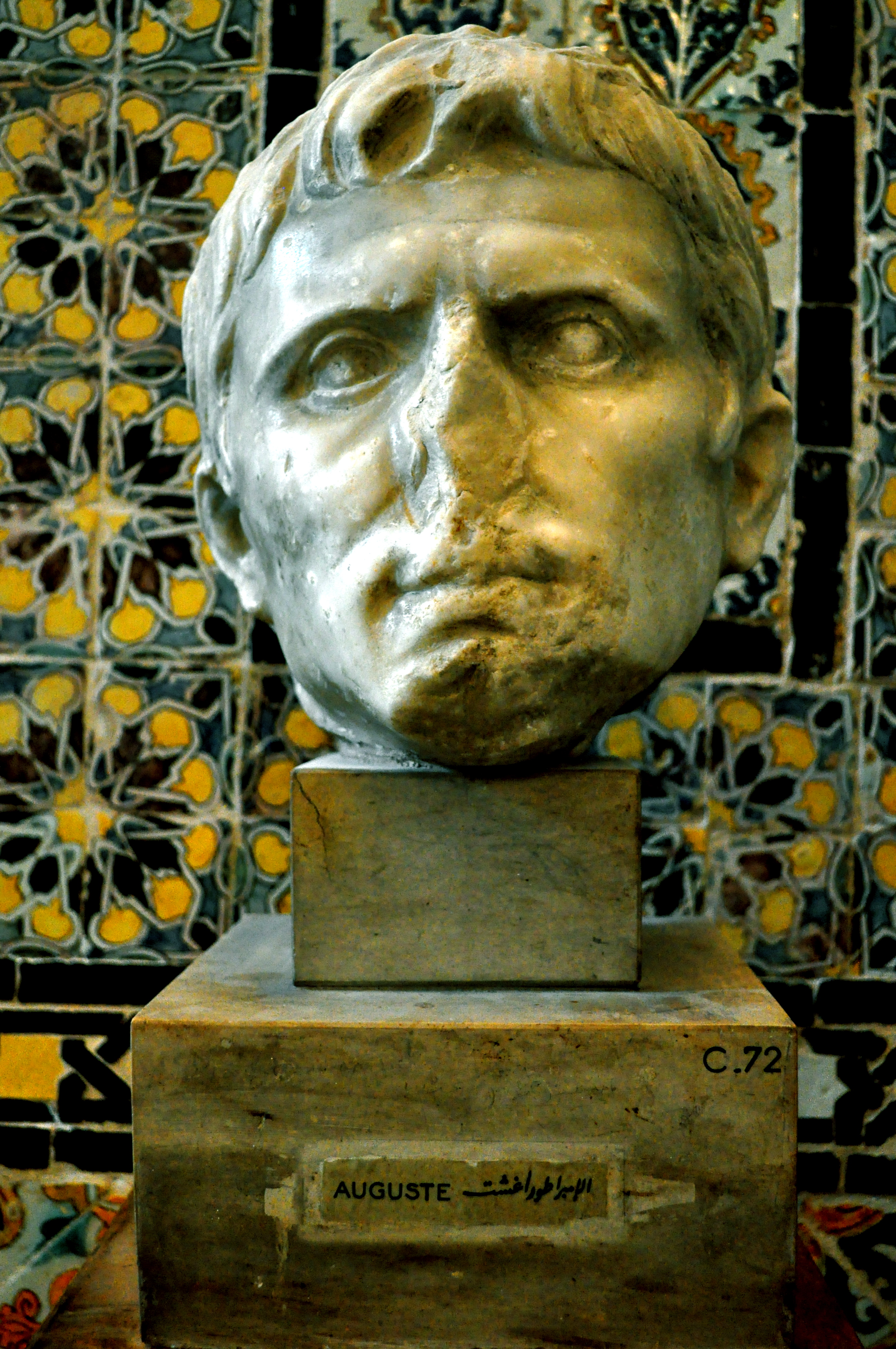
Октавіан Август
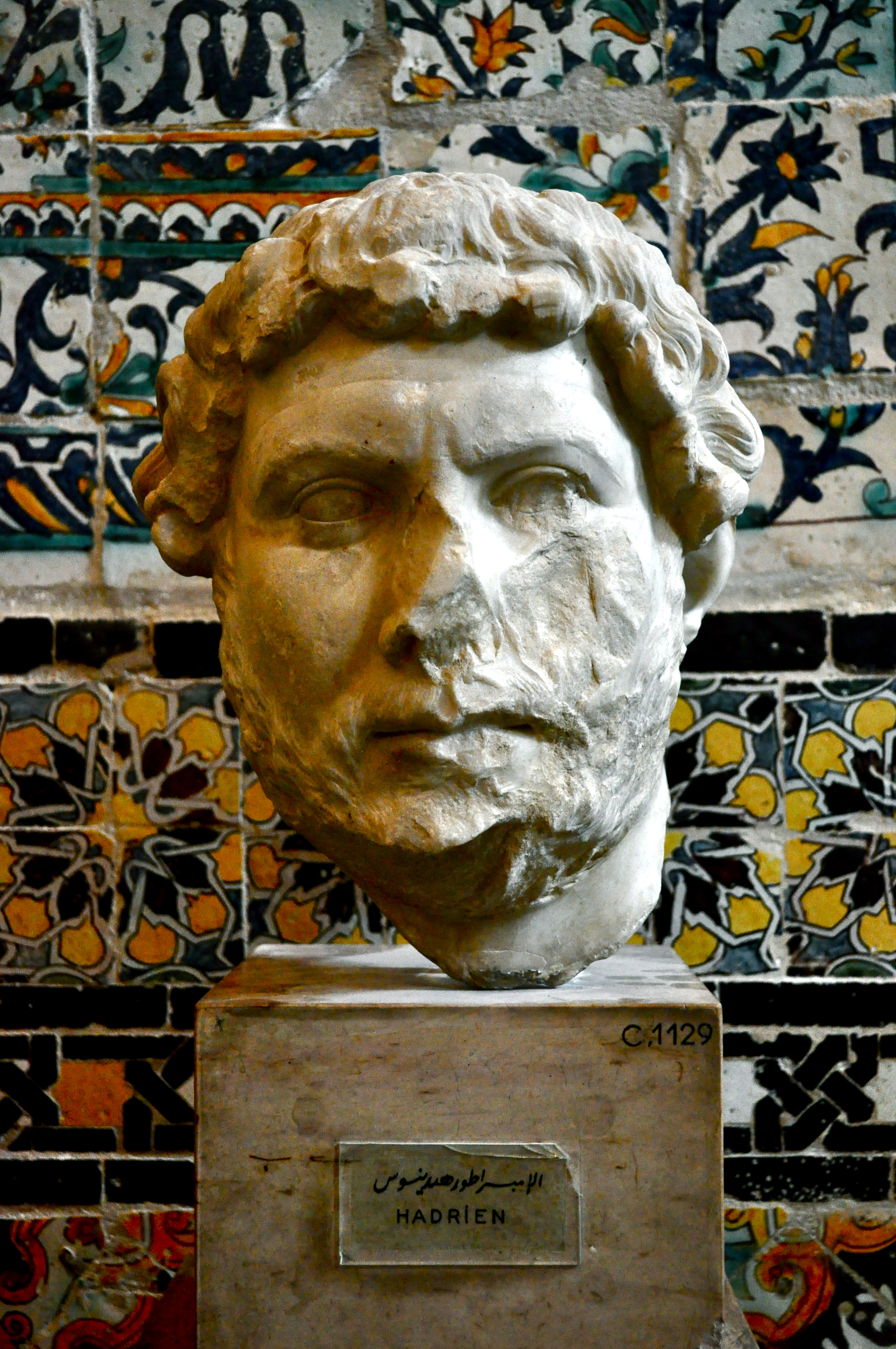
Адріан
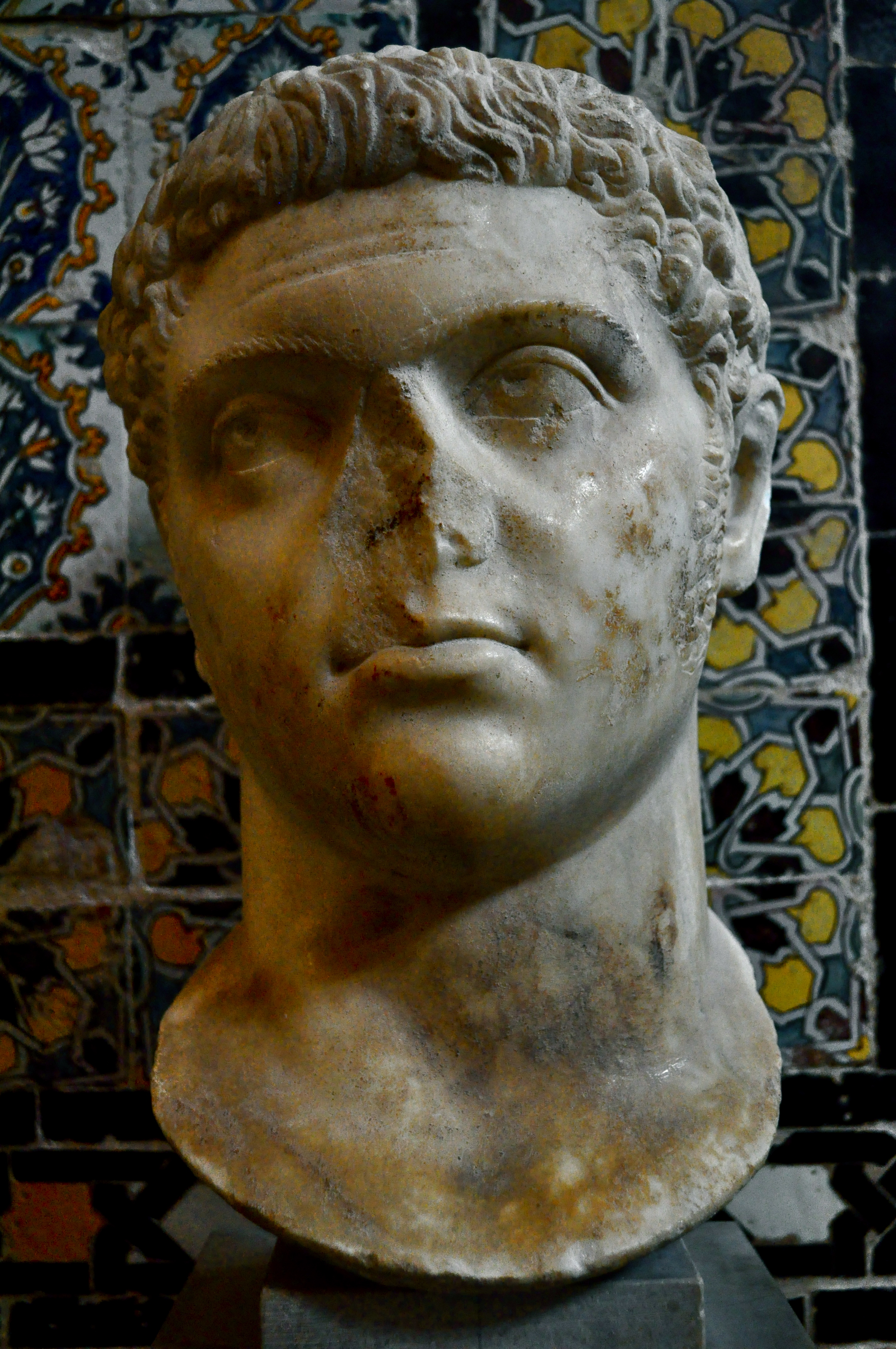
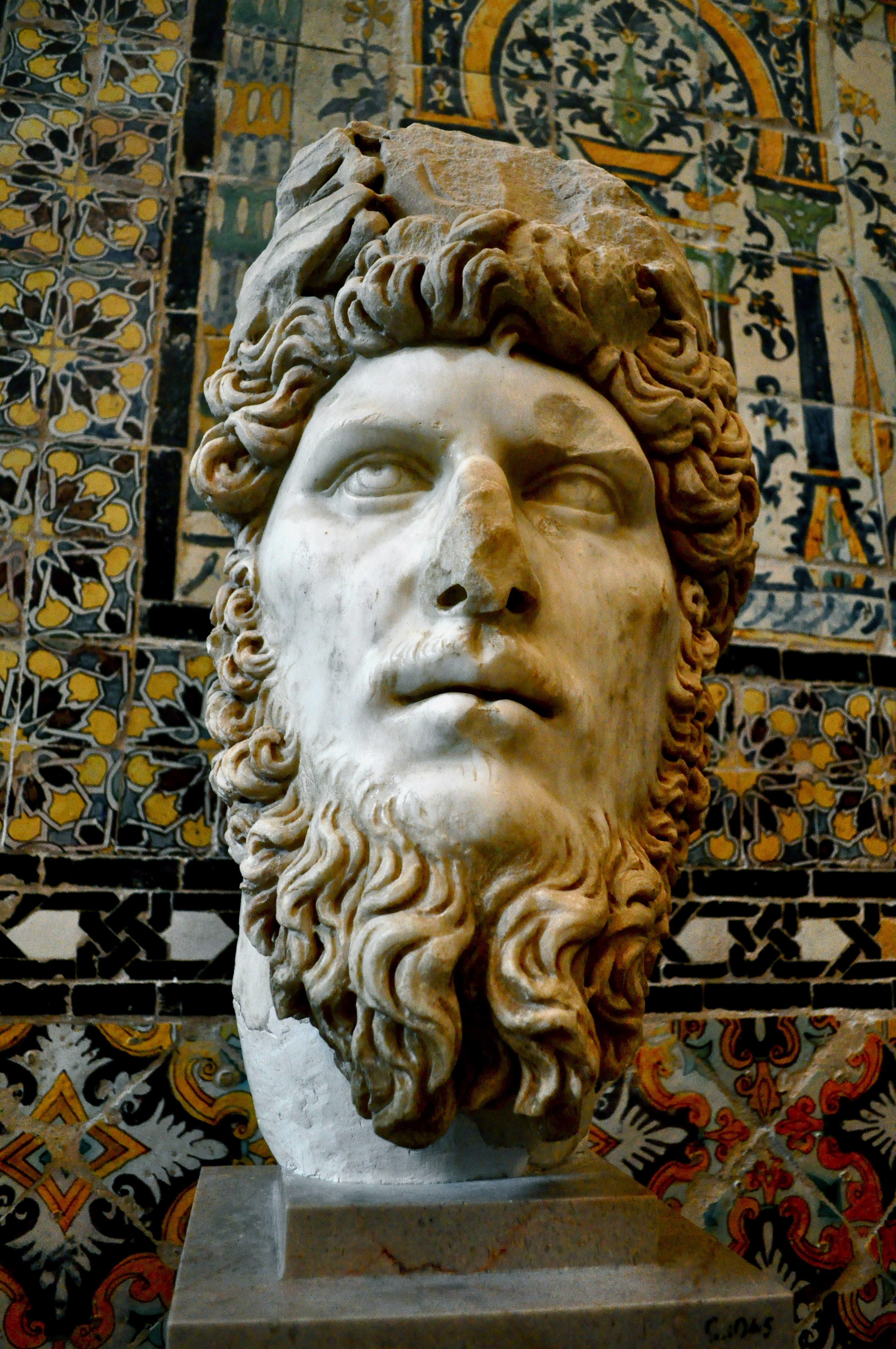
Луцій Вер
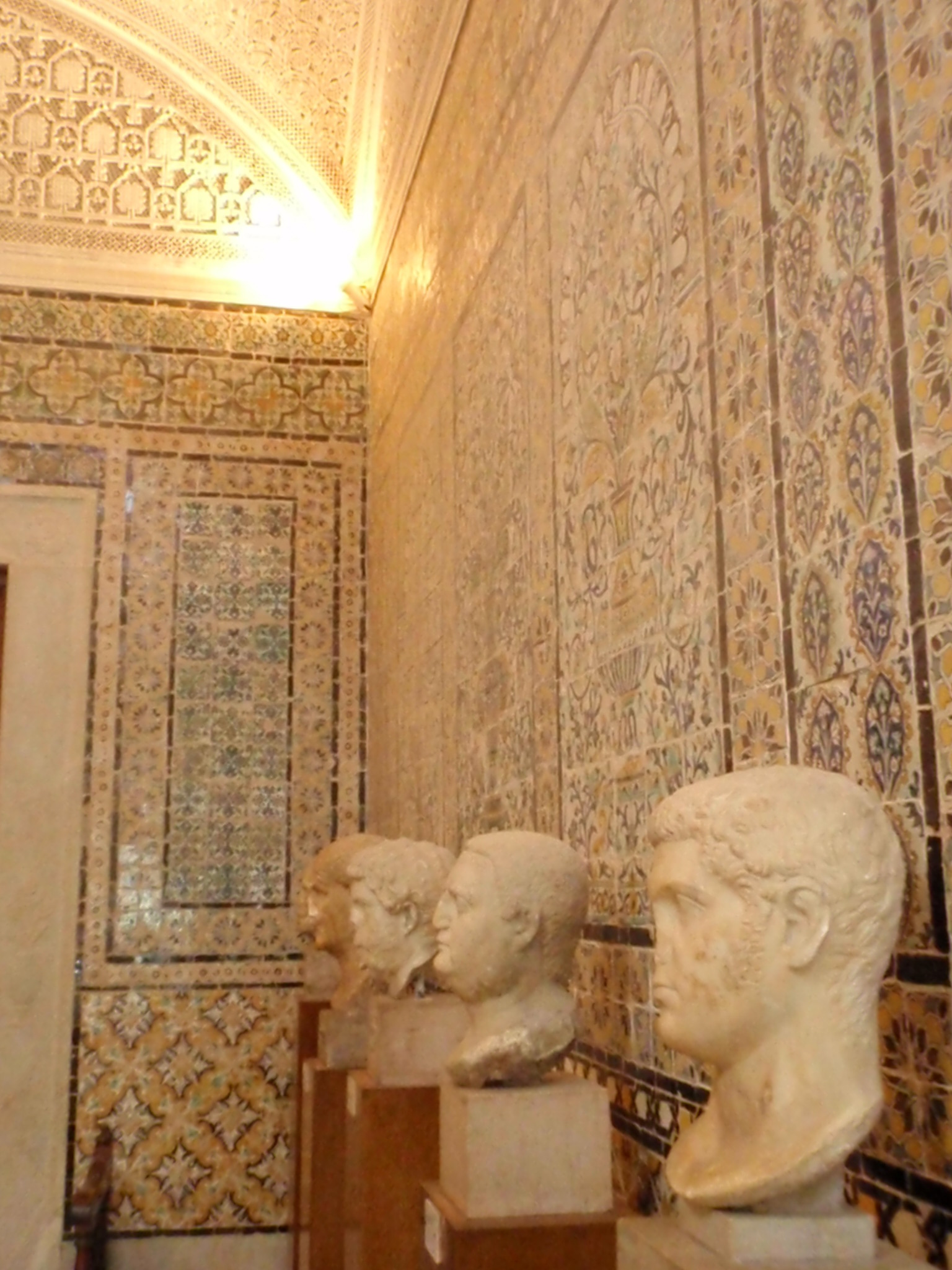

### Колекція давньоримських мозаїк Бардо
Світової слави музей Бардо зажив завдяки численним мозаїкам доби Стародавнього Риму. В експозиціях представлені як цілісні композиції, так і їх фрагменти. Римська колонізація узбережжя Північної Африки перетворила його на низку портів і міст з кам'яною забудовою, казармами, тріумфальними арками римських імператорів, храмами, цирками для боїв гладіаторів, термами і віллами, прикрашеними скульптурами, басейнами, садами і мозаїками. Залишки цих мозаїк з розкопаних міст десятиліттями рятували і перевозили в музей Бардо.

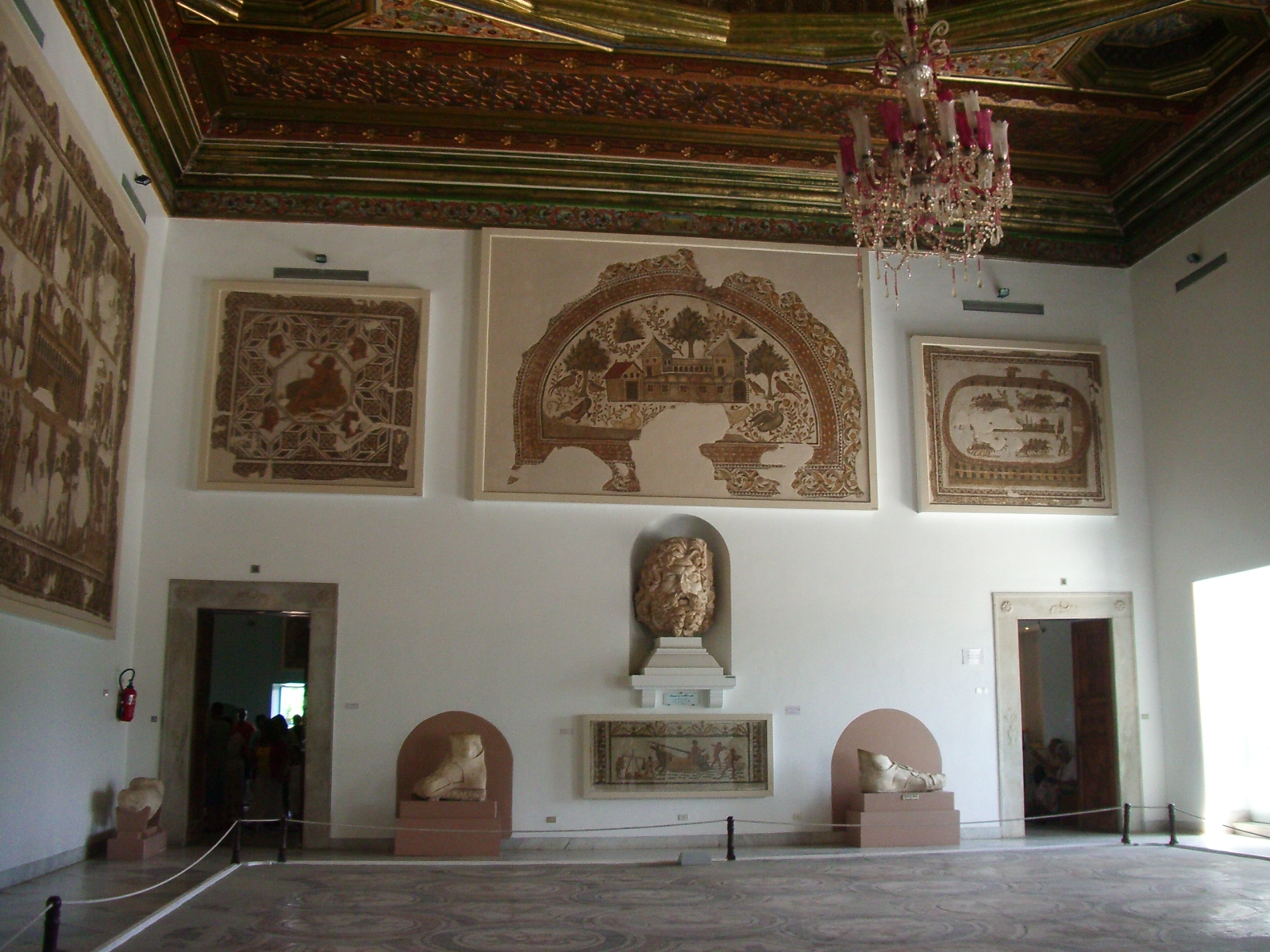
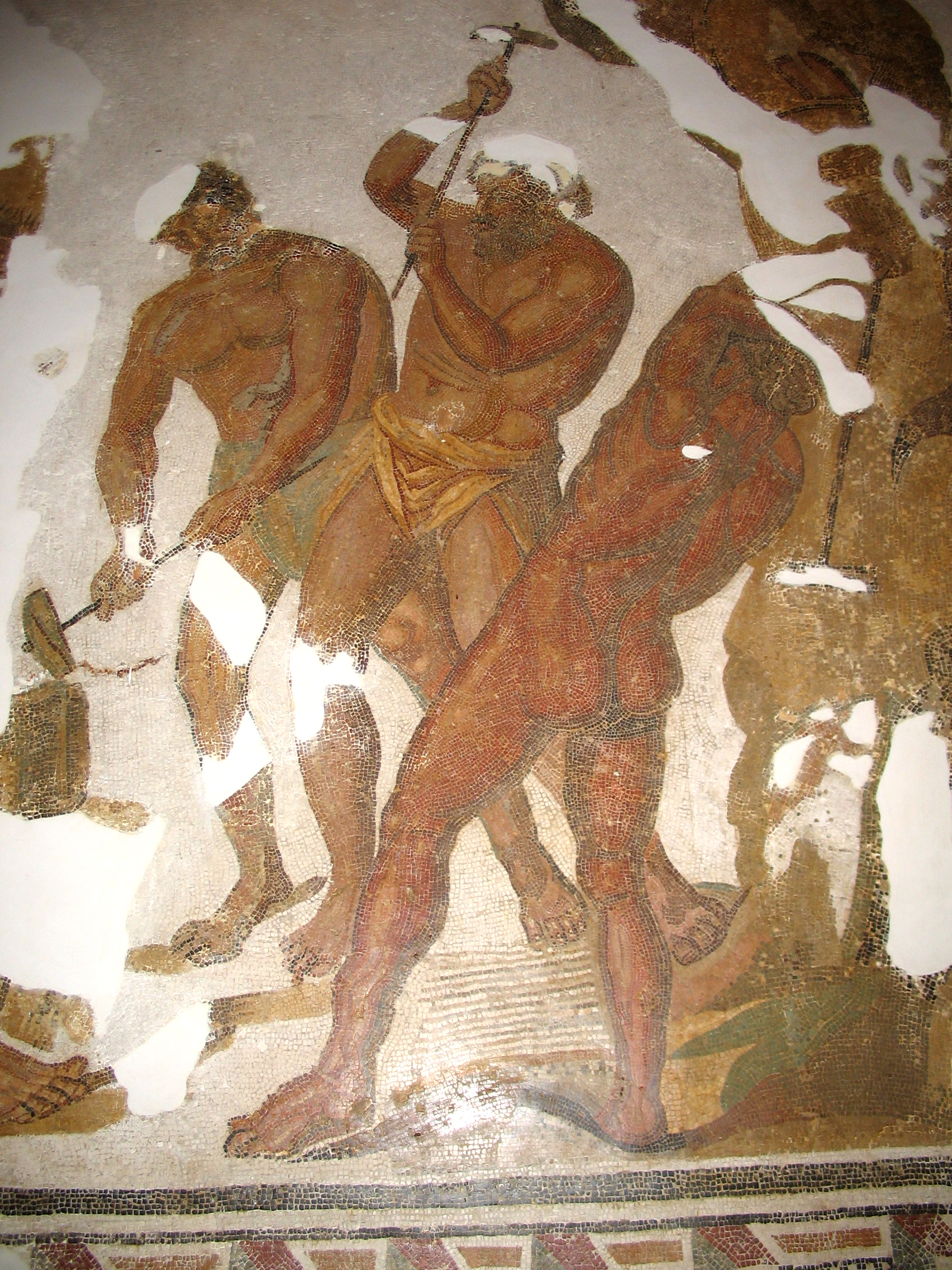
Кузня Вулкана
Пані з театральною маскою
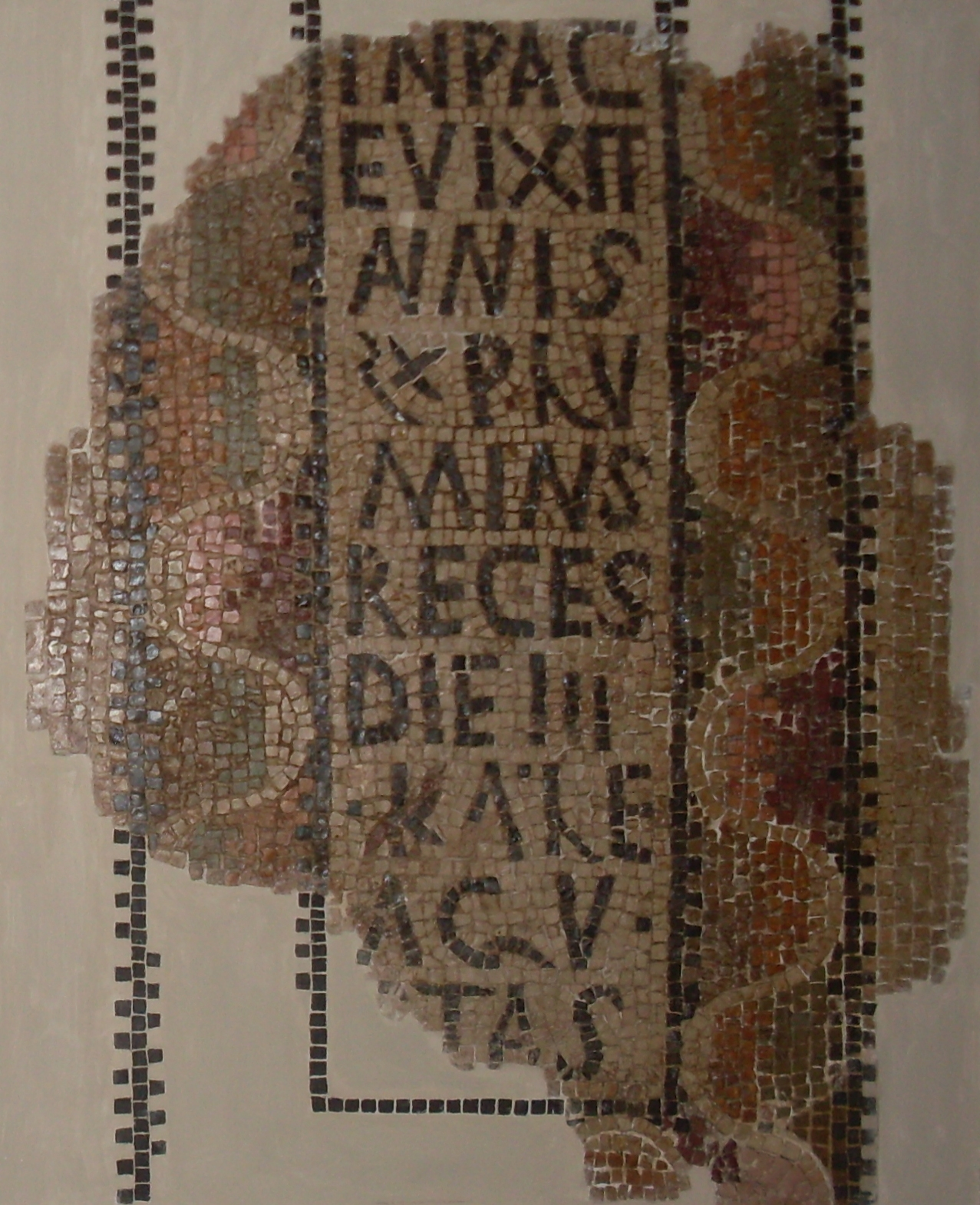
Напис
Дикі свині
Дичина
Служниця з дзеркалом і пані
Птахи біля фонтана
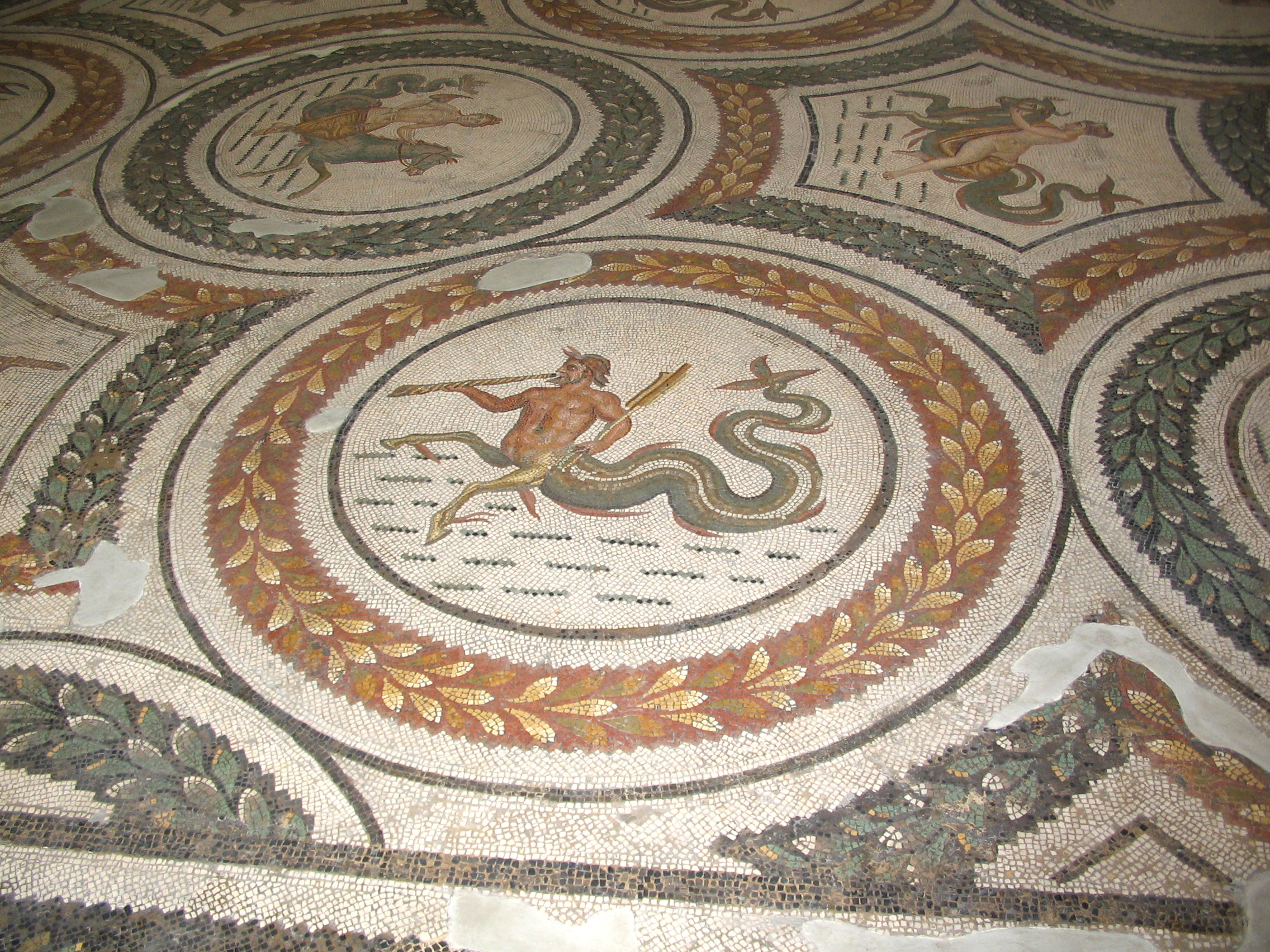
Морські тритони
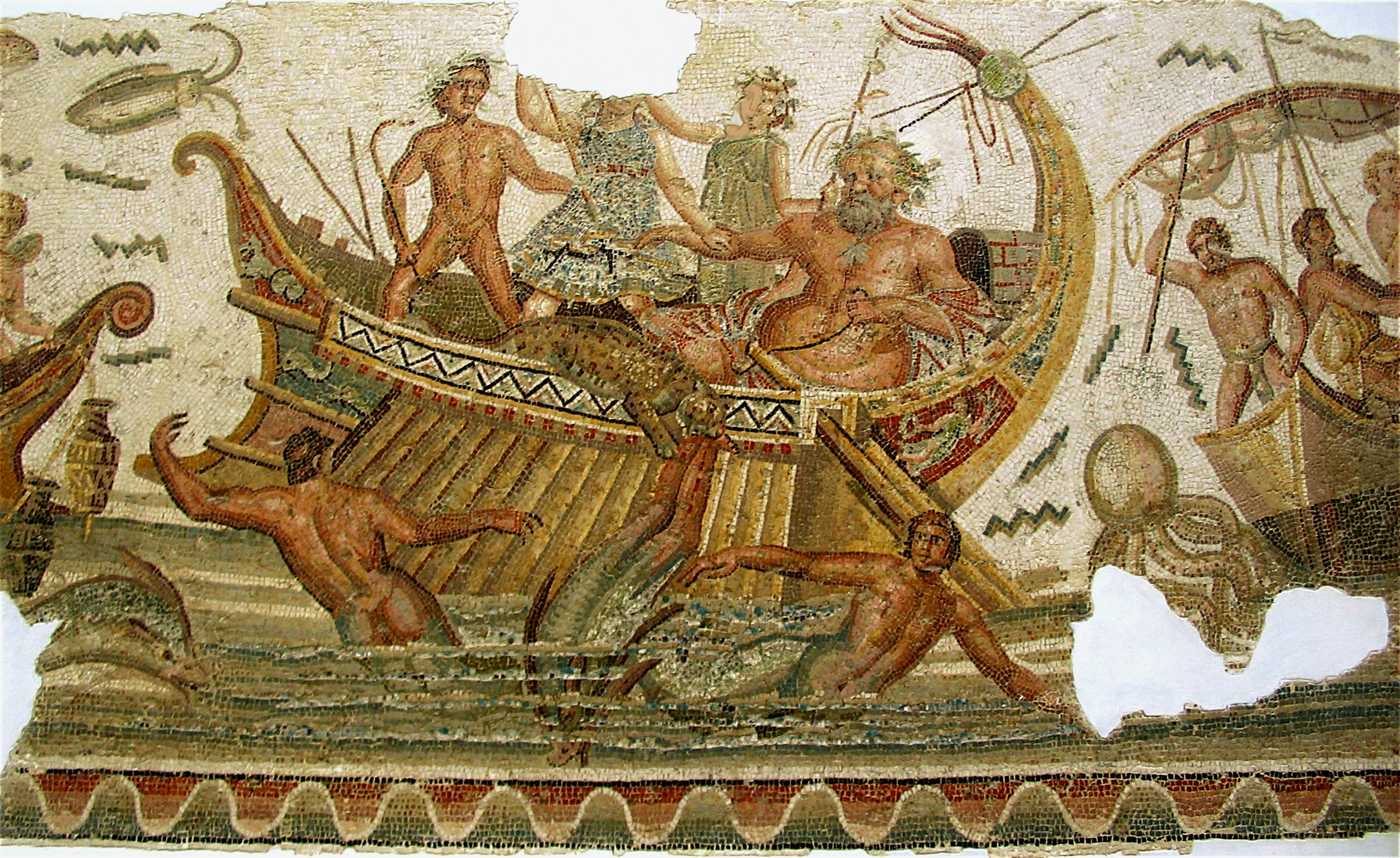
Діоніс і пірати
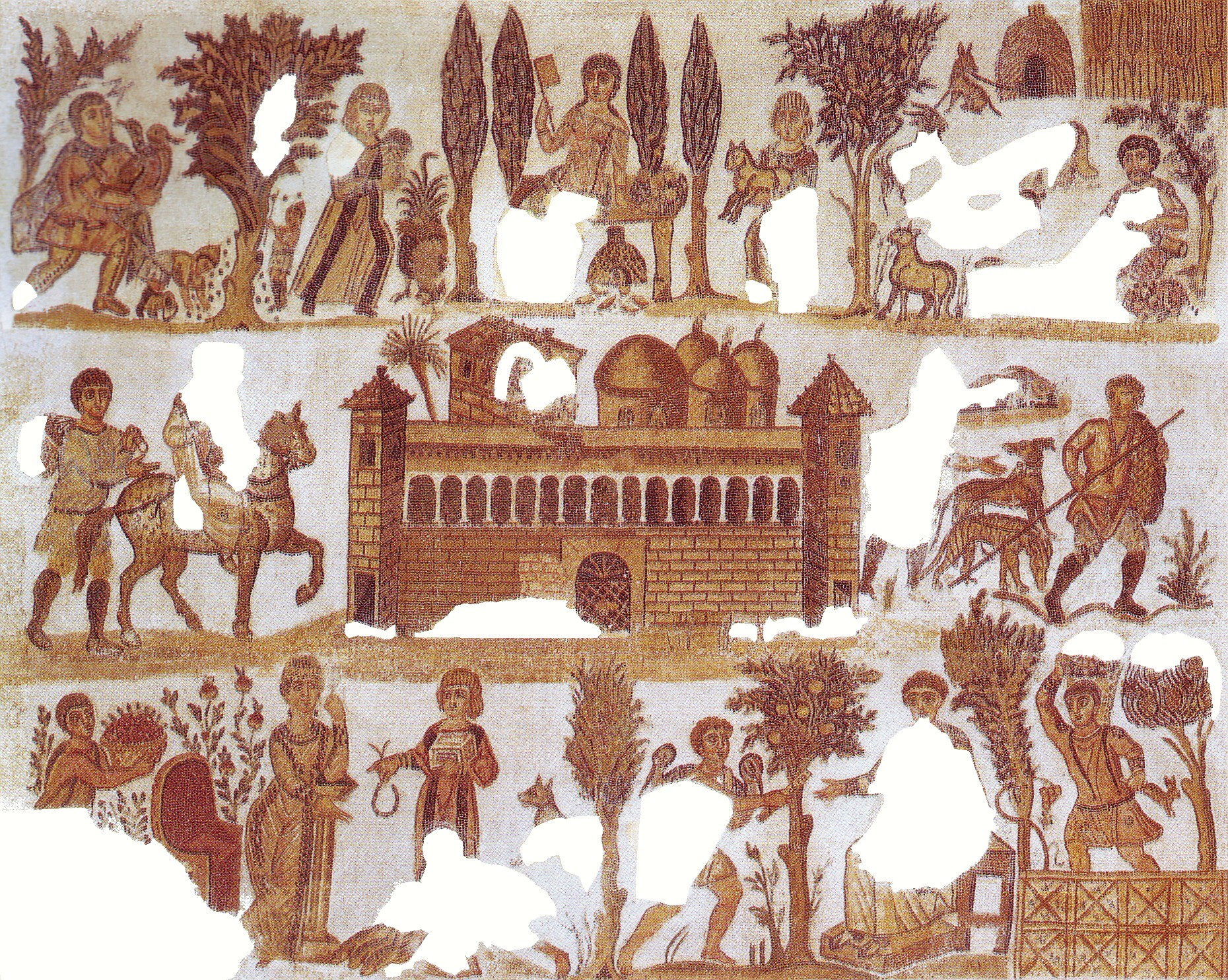
Мозаїка з будинку римлянина Юлія в Карфагені